# 屋島
屋島（日语：／ yashima）是日本香川縣高松市東北方的平頂山型熔岩台地。

## 概要
屋島的名稱來自於其外型宛如屋頂，是高松市的象徵之一。另外，自古以來作為瀨戶內海海路的地標，是海外交流交易海路的要衝。
屋島在江戶時代以前是獨立與海上的島嶼，自江戶時代開始開發鹽田與乾拓水田後與陸地連結。海上保安廳將屋島定為島嶼，但依現在的法定區分，是屬於四國本島的一部份。屋島整體南北長5公里，東西寬3公里，南嶺標高292.0公尺，北嶺標高282公尺，是山頂平坦、邊緣陡峭的台地地形。台地下方是由平頂山型熔岩台地組成。兩者有狹窄山脊連結。
東岸與西岸以及相引川旁的填海地已發展成住宅區與市區，現在國家史跡與天然紀念物的指定地區內有許多民眾居住。從山上可遠眺瀨戶內海的群島景色，並在1934年（昭和9年）3月16日劃入第一座國立公園瀨戶內海國立公園。當時的指定範圍為包含屋島在內的備讚瀨戶一帶。
島內有多個遺跡，同時依其特殊的台地地形，在1934年（昭和9年）11月10日指定為國家史跡與天然紀念物「屋島」。史跡與天然紀念物的指定範圍包含了相引川以北全域與延伸出的100公尺海面區域。
663年白江口之戰後在屋島上建造了屋嶋城，山上全域皆是該城範圍。南嶺山上有唐僧鑑真創建的屋島寺。東岸的入江一帶是源平合戰（治承·壽永之亂）的屋岛古战场。另外，長崎鼻古墳・北嶺山上有千間堂跡、屋島經塚、長崎鼻砲台跡等等。
屋島山頂平坦，四周陡峭，為一座平頂山。山頂附近的登山道旁可見通稱「疊石」的板狀節理。另外，南嶺山上可見屋島礫層與通稱「雪之庭」的白色凝灰岩。
屋島Skyway通往的南嶺山上現正開發成香川縣代表的觀光地之一。北嶺山上則有自然公園。兩者各有行人專用周遊步道，並有南北嶺縱走登山道供民眾挑戰。

## 地形、地質

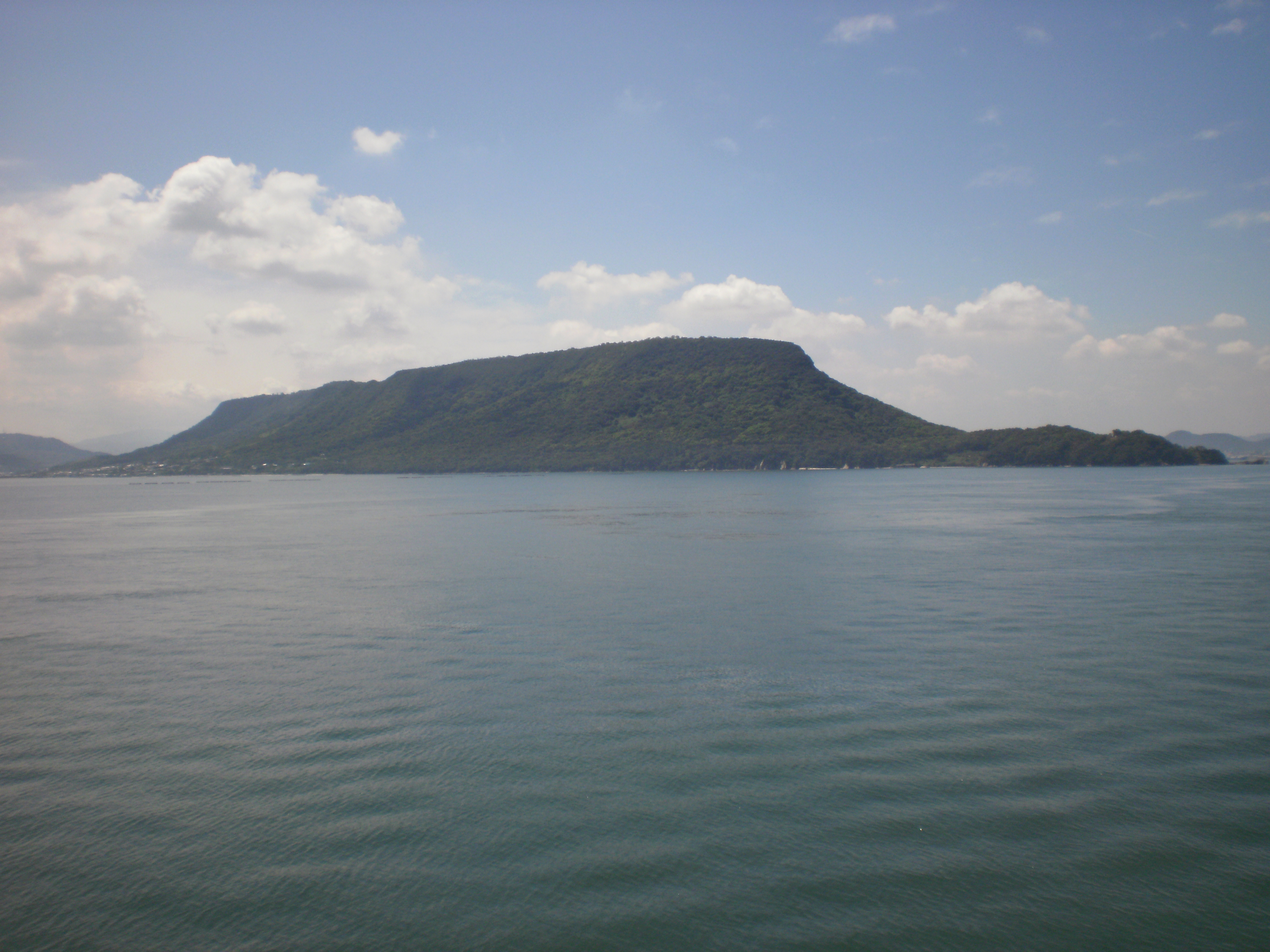
北方海上遠眺屋島

屋島在地質上屬於新生代中新世約1300萬年前至約1500萬年前的瀨戶內火山活動熔岩等組成的讚岐層群。屋島基盤為花崗岩，在火山活動的熔岩等填埋湖泊後土地隆起，之後經歷長期侵蝕、銷剝作用下，形成由硬質的讃岐岩質安山岩組成的台地地形。
在鹽田開發與乾拓水田後，現在已難以辨認出過去為獨立島嶼的形況。現在四國本土與屋島之間僅有寬十公尺左右的相引川相隔。

## 歴史

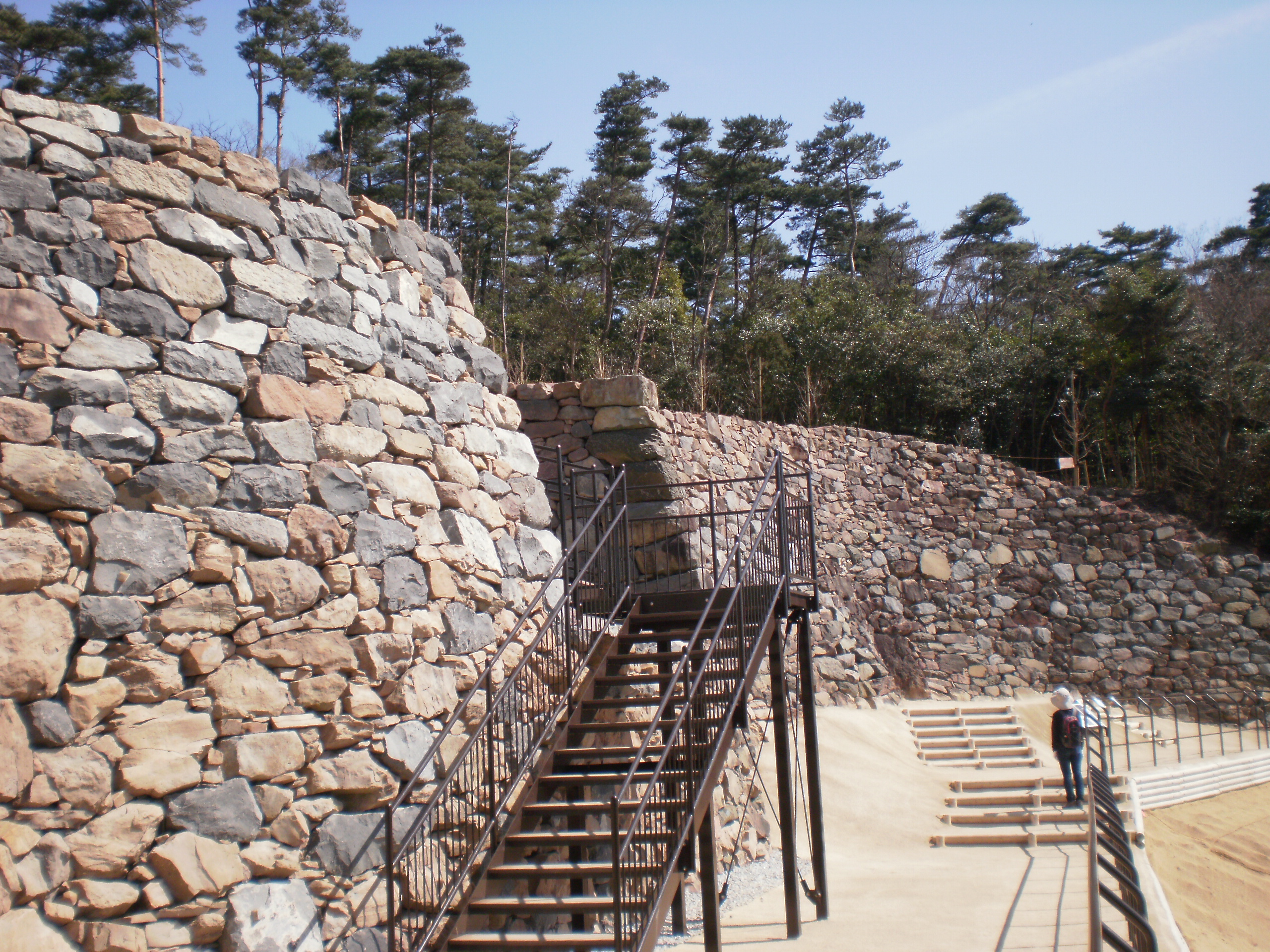
屋嶋城城門遺構

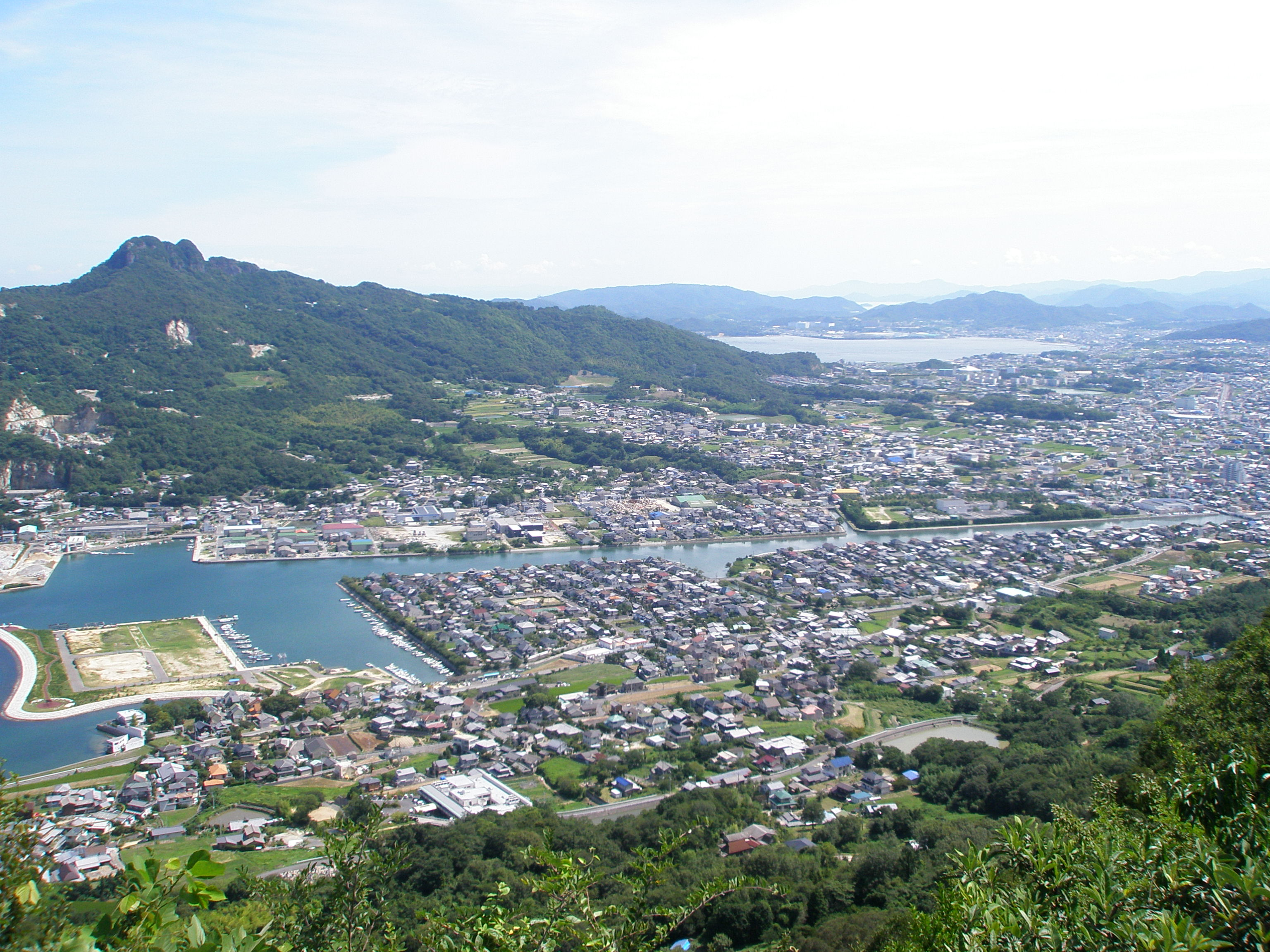
談古嶺望向古戰場跡

屋島山麓浦生（うろ）聚落的鵜羽神社境內遺跡曾挖掘出彌生時代後期的製鹽土器，而屋島北側則有古墳時代中期的長崎鼻古墳。山上有彌生時代中期的高地性聚落痕跡，飛鳥時代則在山上建造屋嶋城。
《日本書紀》記載，在663年白江口之戰後，中大兄皇子（天智天皇）為了對抗唐朝、新羅的入侵，在對馬～九州北部～瀨戶內海～畿內的要衝上打造防禦設施。667年（天智天皇6年）的记事中有「築 倭國高安城 讃吉國山田郡屋嶋城 對馬國金田城」的记载。但是直至1998年（平成10年）在南嶺山上挖掘出城門跡，才證實了這座古代山城的存在。
古刹屋島寺為佛教寺院，山號南面山千光院，其前身為北嶺的山岳寺院千間堂。根據該寺傳說，是空海將伽藍移至南嶺。江戶時代初期，該寺因勸進再興。之後受到藩主生駒氏、松平氏的庇護進行整備。屋島寺本堂、木造千手觀音坐像、梵鐘現為國家重要文化財。
屋島是在源平合戰的攝津一之谷之戰中大敗的平氏安奉安德天皇的根據地，翌年1185年成為讚岐屋島之戰的戰場。《平家物語》等書籍中所記載的源氏方武將那須與一一箭射中70餘公尺外的船頭小扇的逸事便是發生於此地。

## 登山

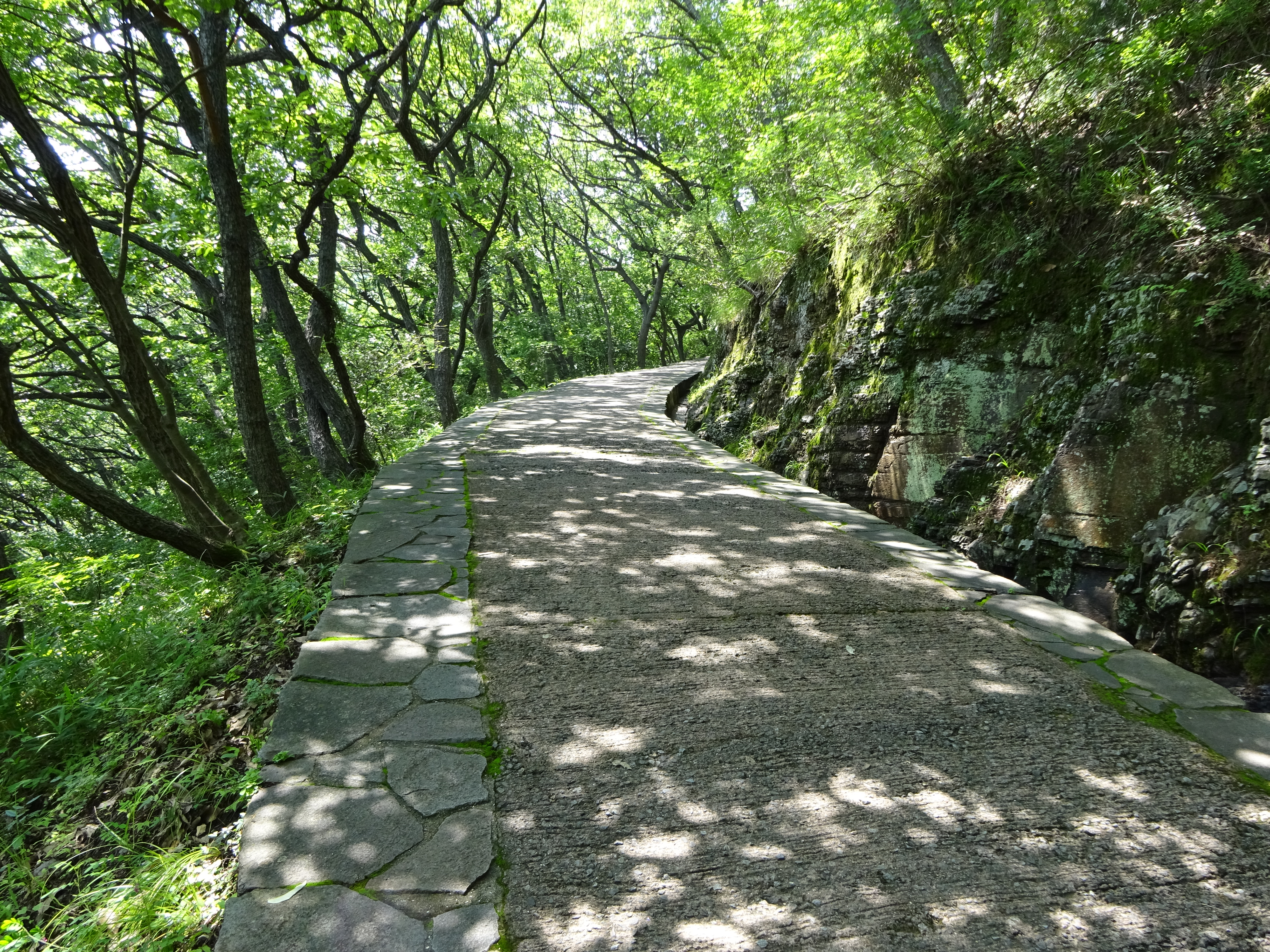
屋島登山道（中腹）
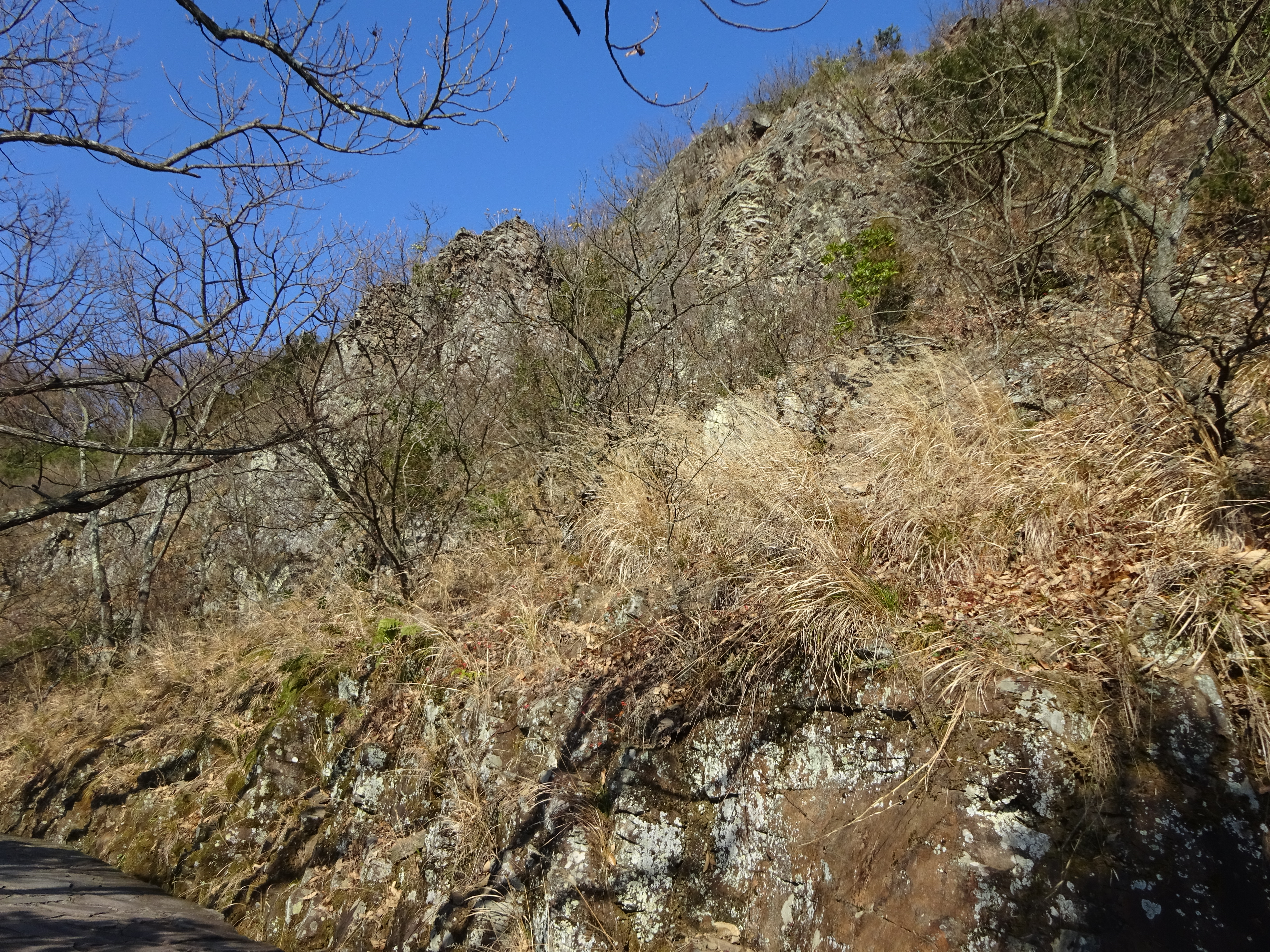
屋島登山道的斷崖
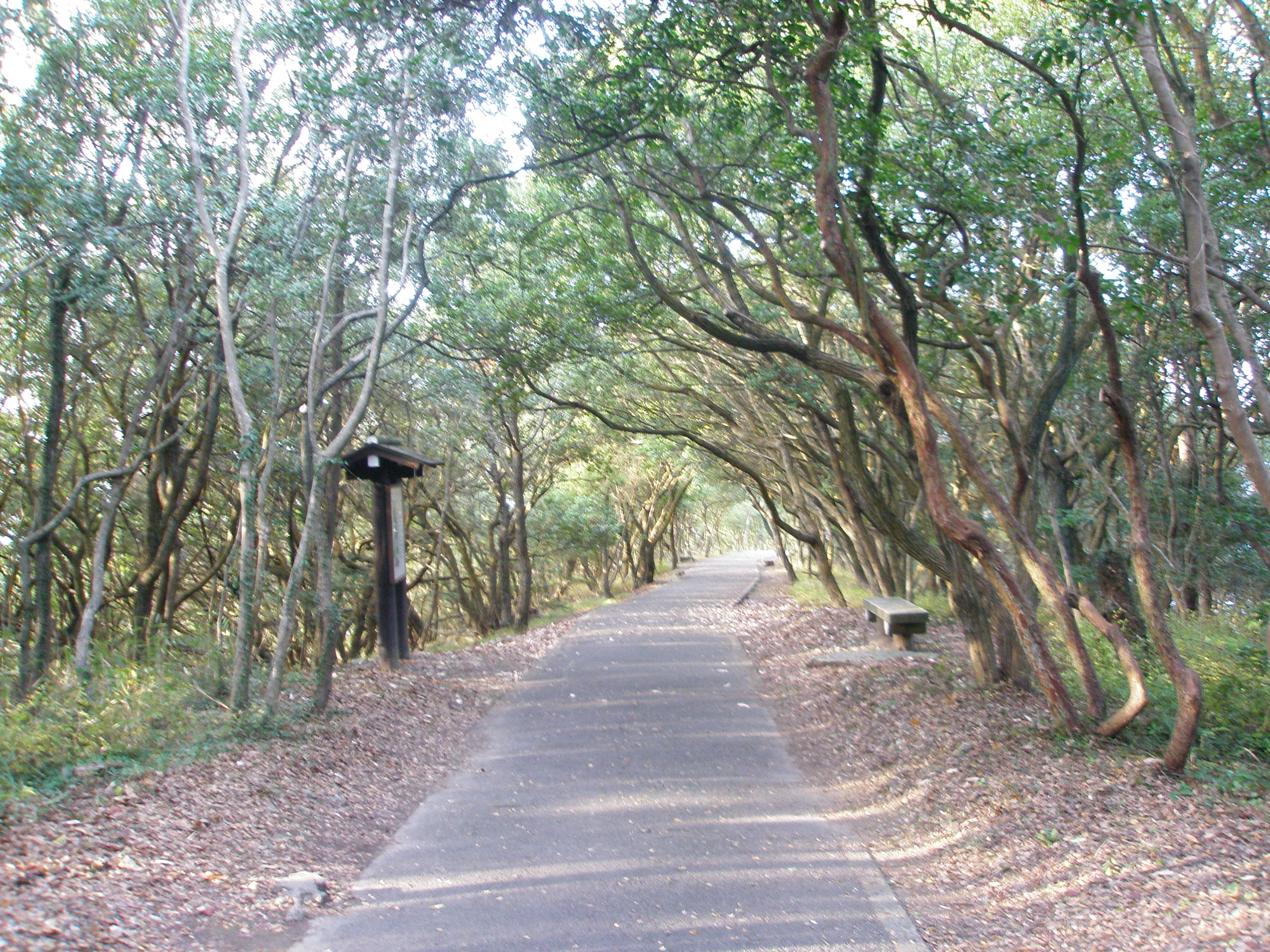
烏岡櫟（北嶺）
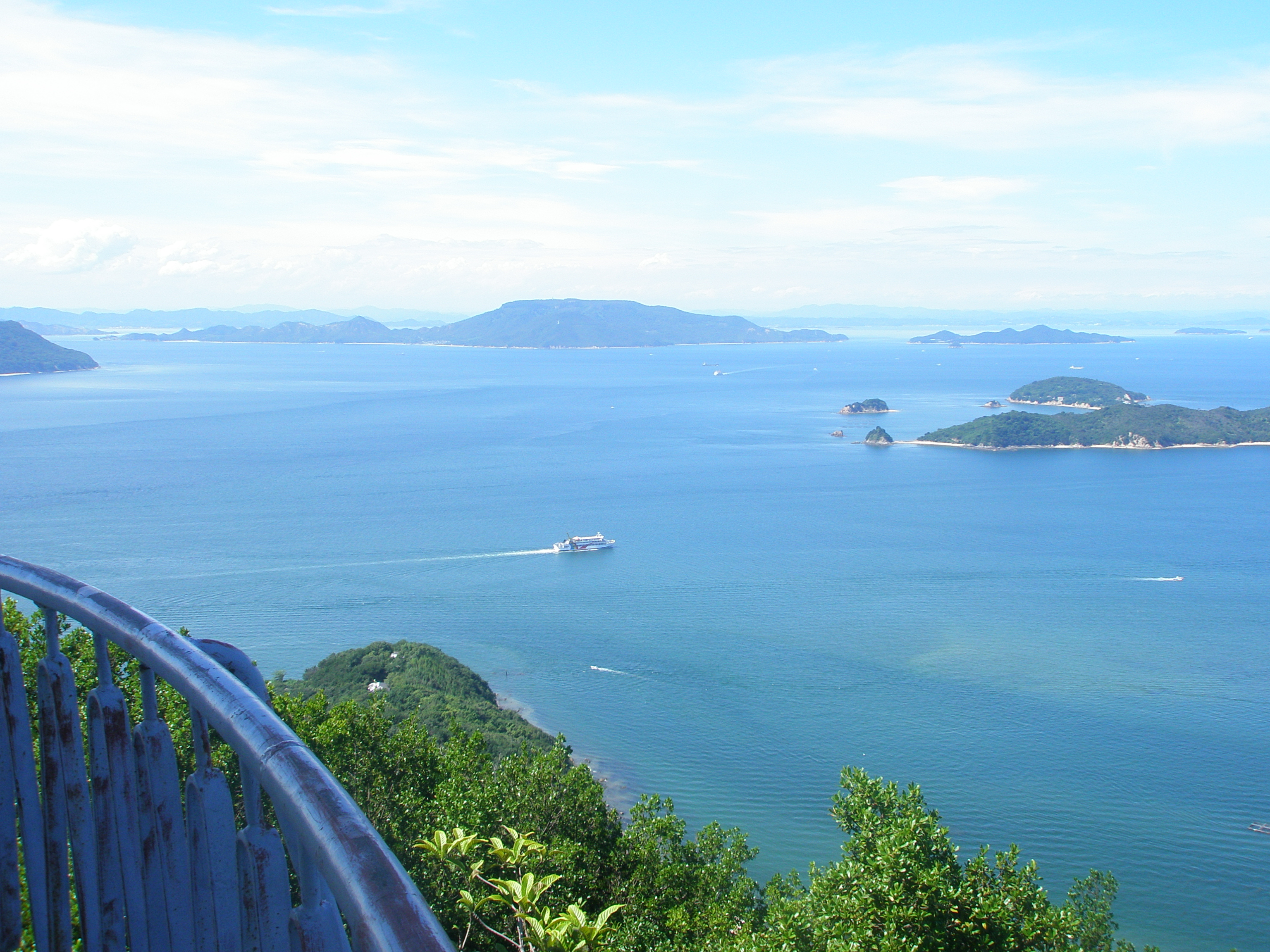
遊鶴亭(北嶺)遠望
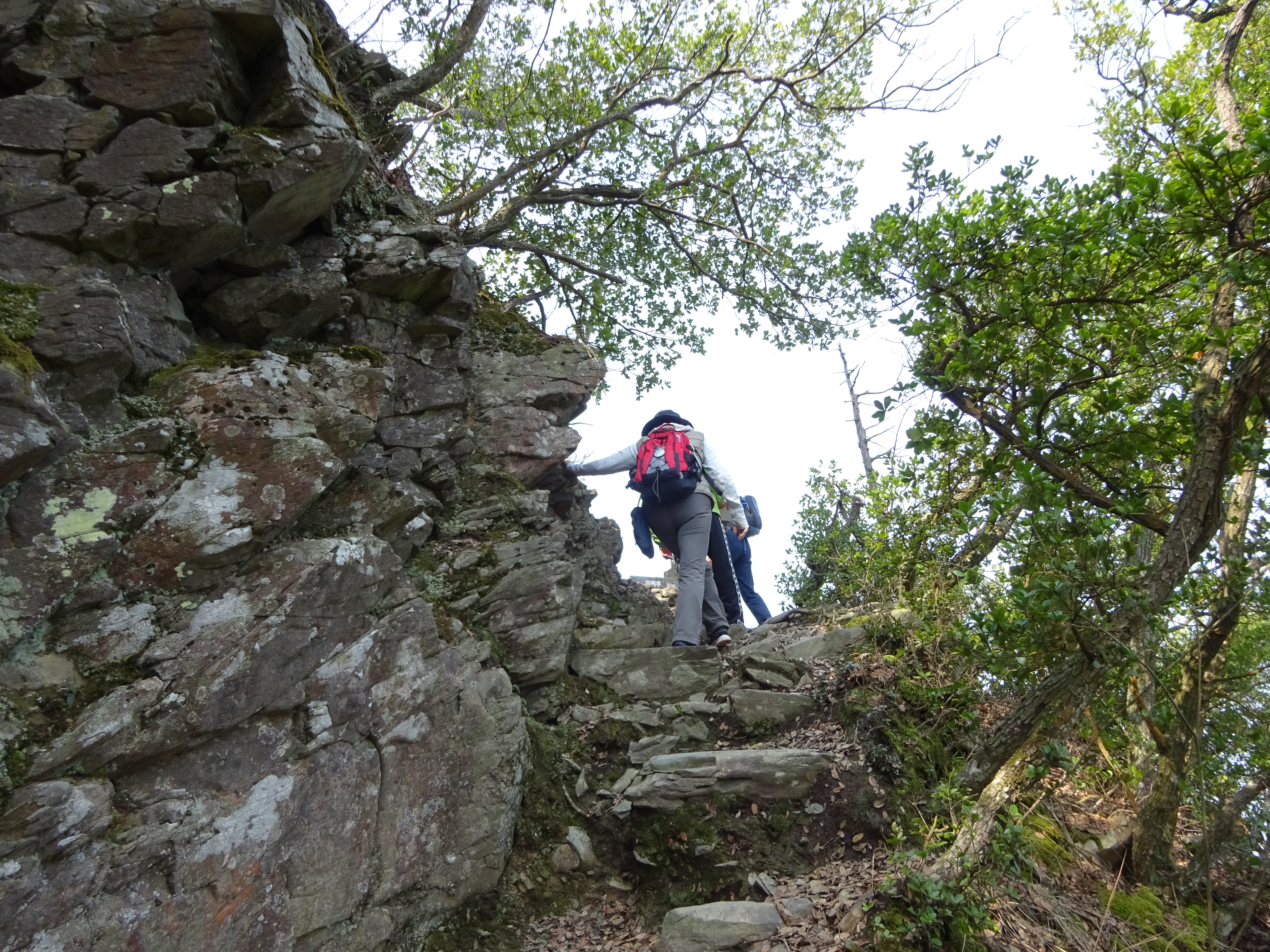
北嶺登山道（九合目）
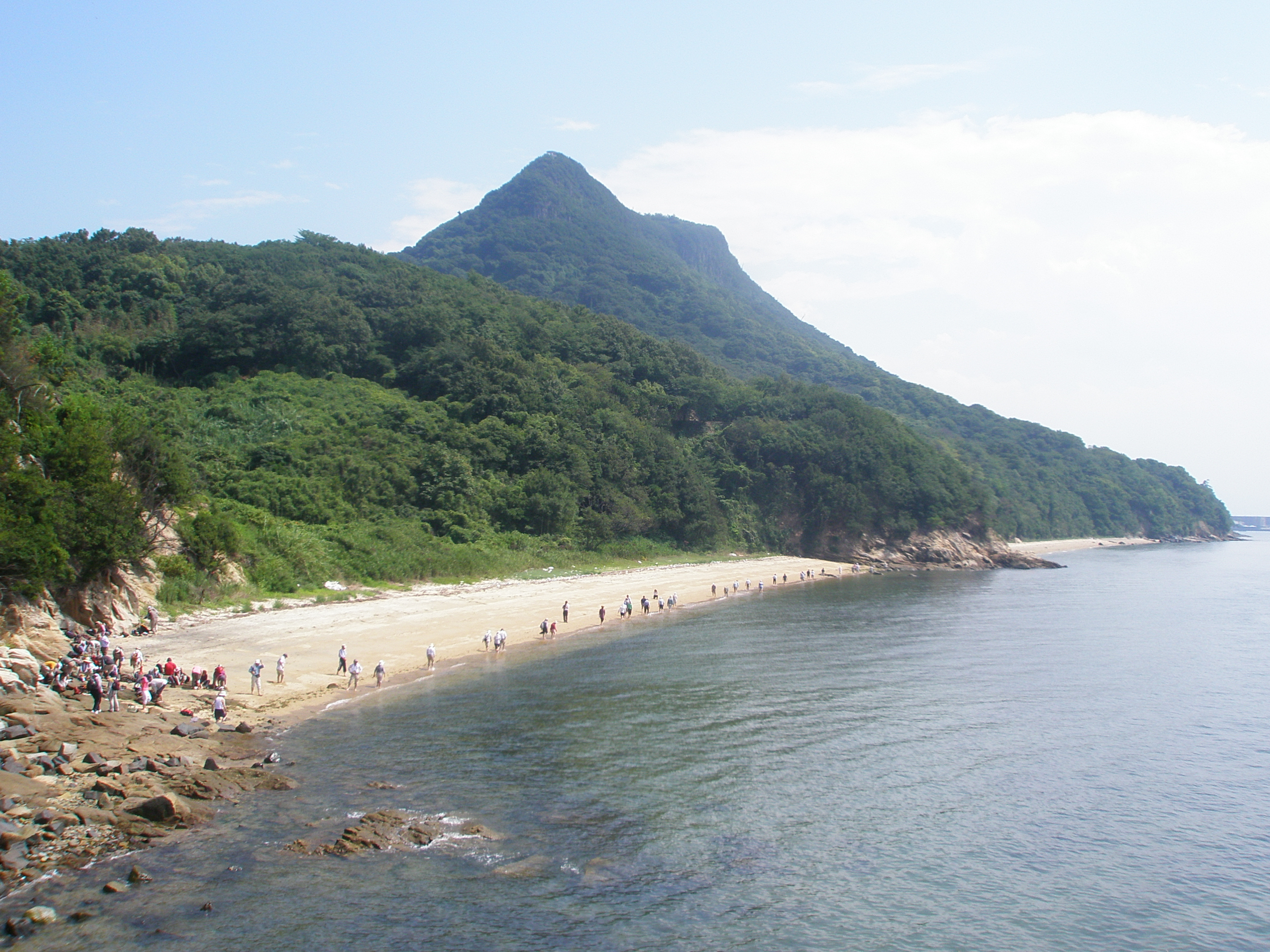
山麓北（砲台跡）遠眺

雖然也有東西橫斷的路線，但以下主要記述最具代表的南北嶺縱走路線。
從最近的車站開始有條經過屋島競技場、屋島小學校至屋島寺的屋島登山道（參道、遍路道、四國之道、縣道）。中途經過加持水（かじすい）、不喰梨（くわずのなし）、疊石（たたみいし）後抵達終點屋島寺仁王門。從屋島寺本堂通過四天門後可至西側的伴手禮店以及獅子之靈巖（ししのれいがん）展望所。從步道越過北嶺入口後可至東北角的談古嶺（だんこれい）展望所。從北嶺入口後往前可至北嶺周回的三叉路。三叉路後方是千間堂廣場。東西步道可在北端與千間堂廣場往北的步道會合。穿過北方的烏岡櫟林後便為北嶺北端的遊鶴亭（ゆうかくてい）展望所。遊鶴亭沿著山道蜿蜒向下可至縣道的北嶺登山口。從縣道沿著林中山道可通往未舗設的車道。接著往北沿著階梯向下是有砲台跡的長崎鼻。折返回到縣道後，右轉往屋島西町方向前進可抵達屋島健康Land前的巴士站。也有登山客是前往南嶺南端的冠嶽。
從山麓最近的車站可搭乘接駁巴士直達屋島山上。

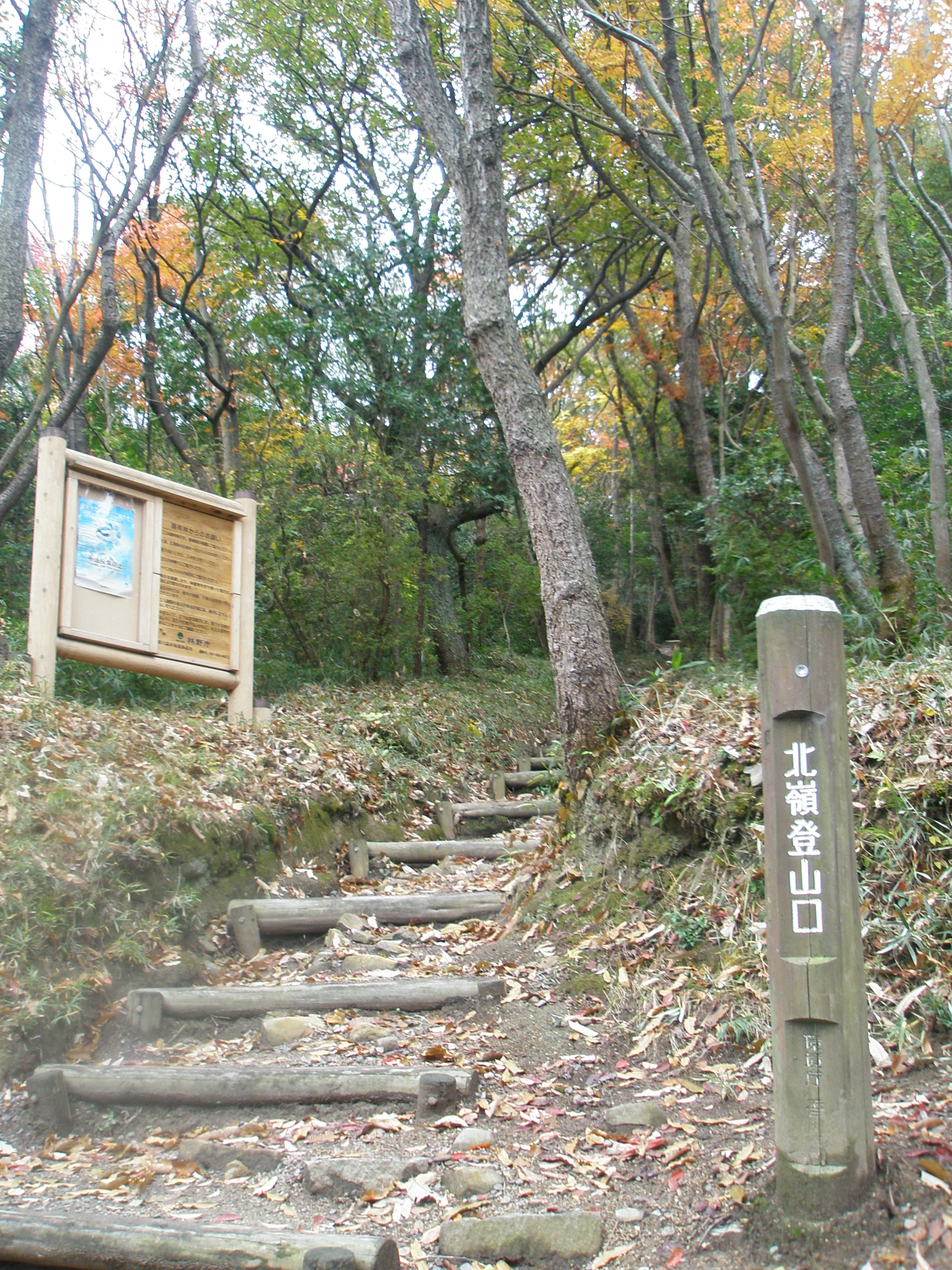
北嶺登山口
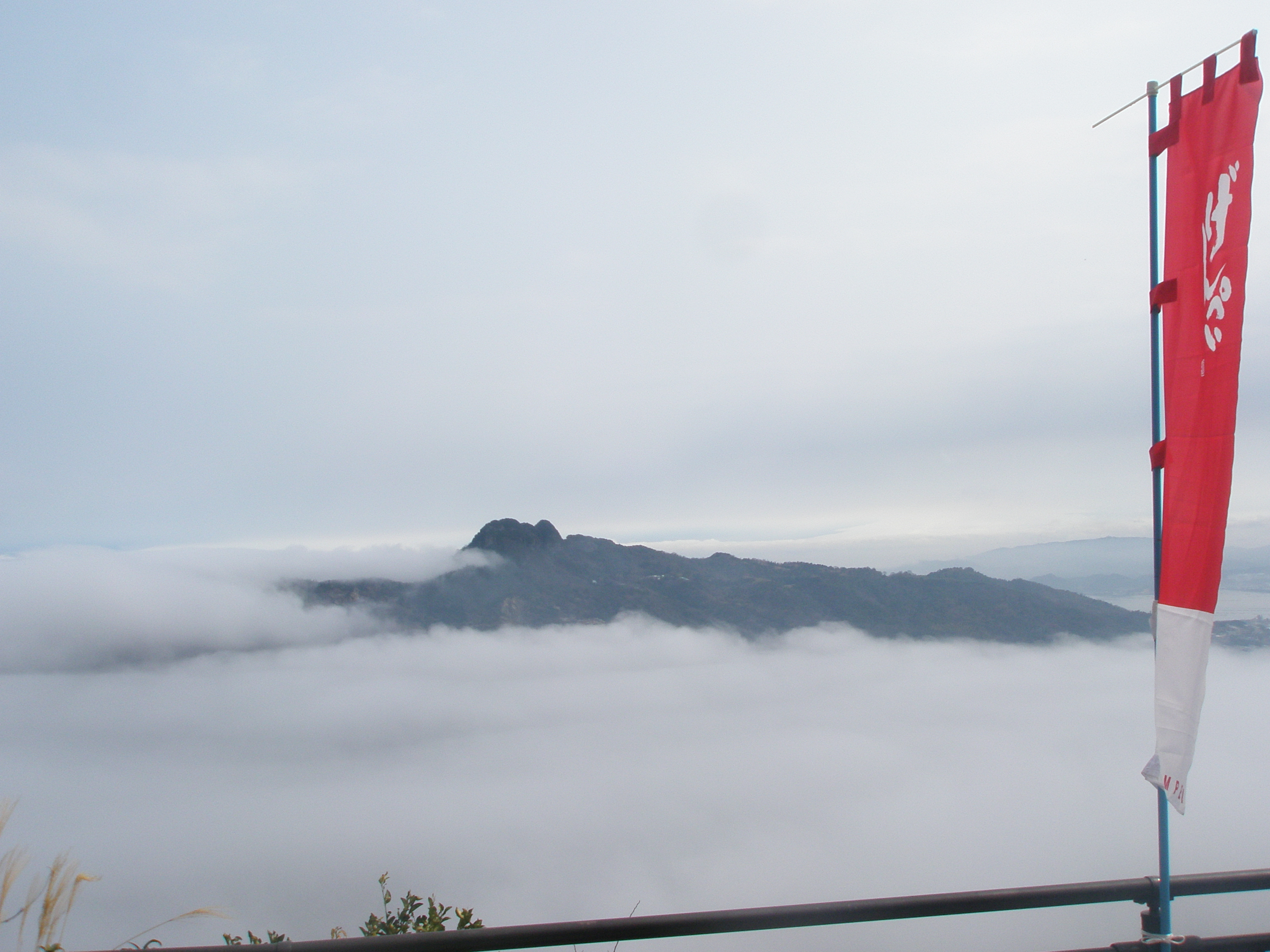
雲海上的五劍山
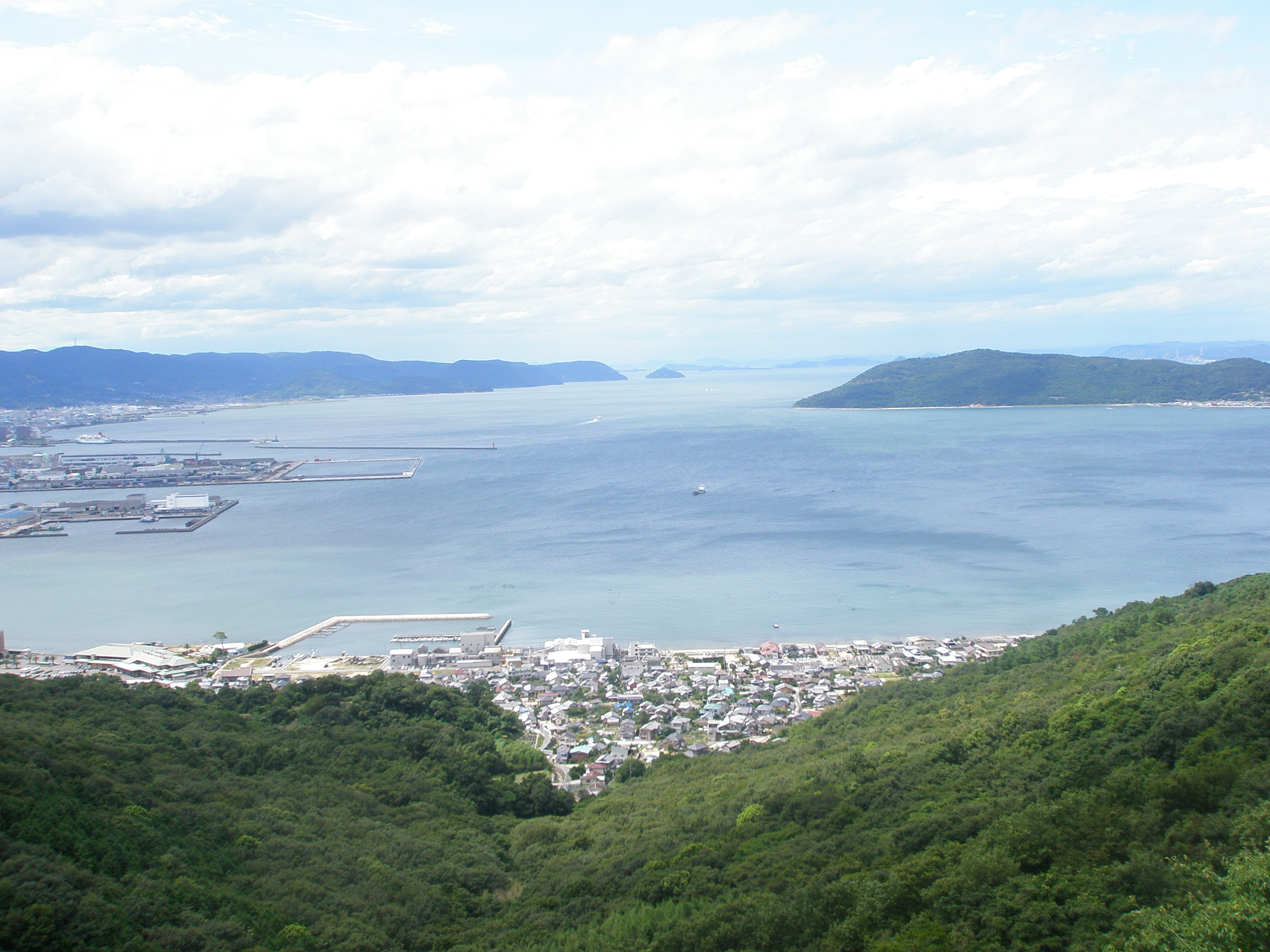
逆富士
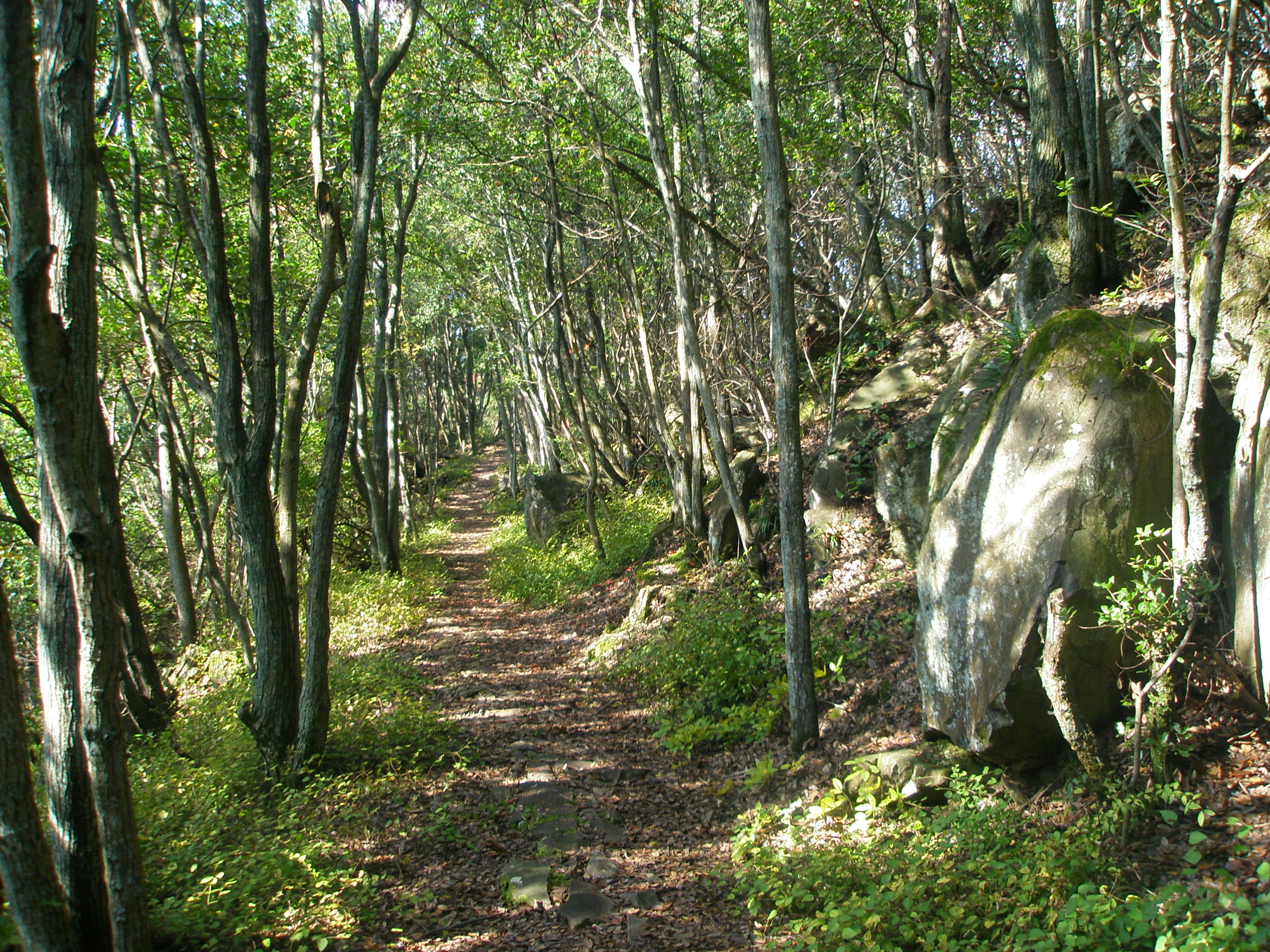
北嶺山脊登山道
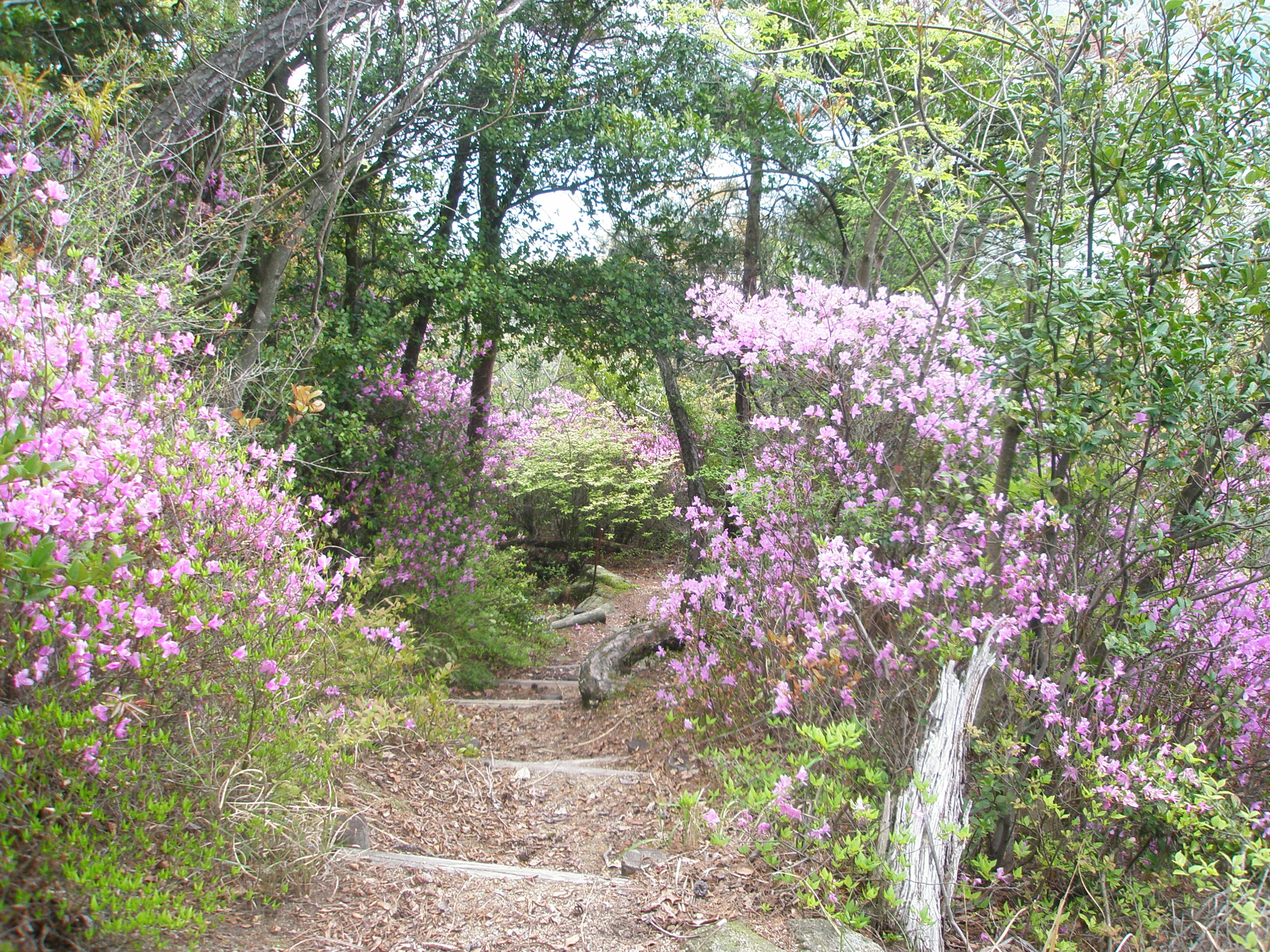
杜鵑花（東面北路線）
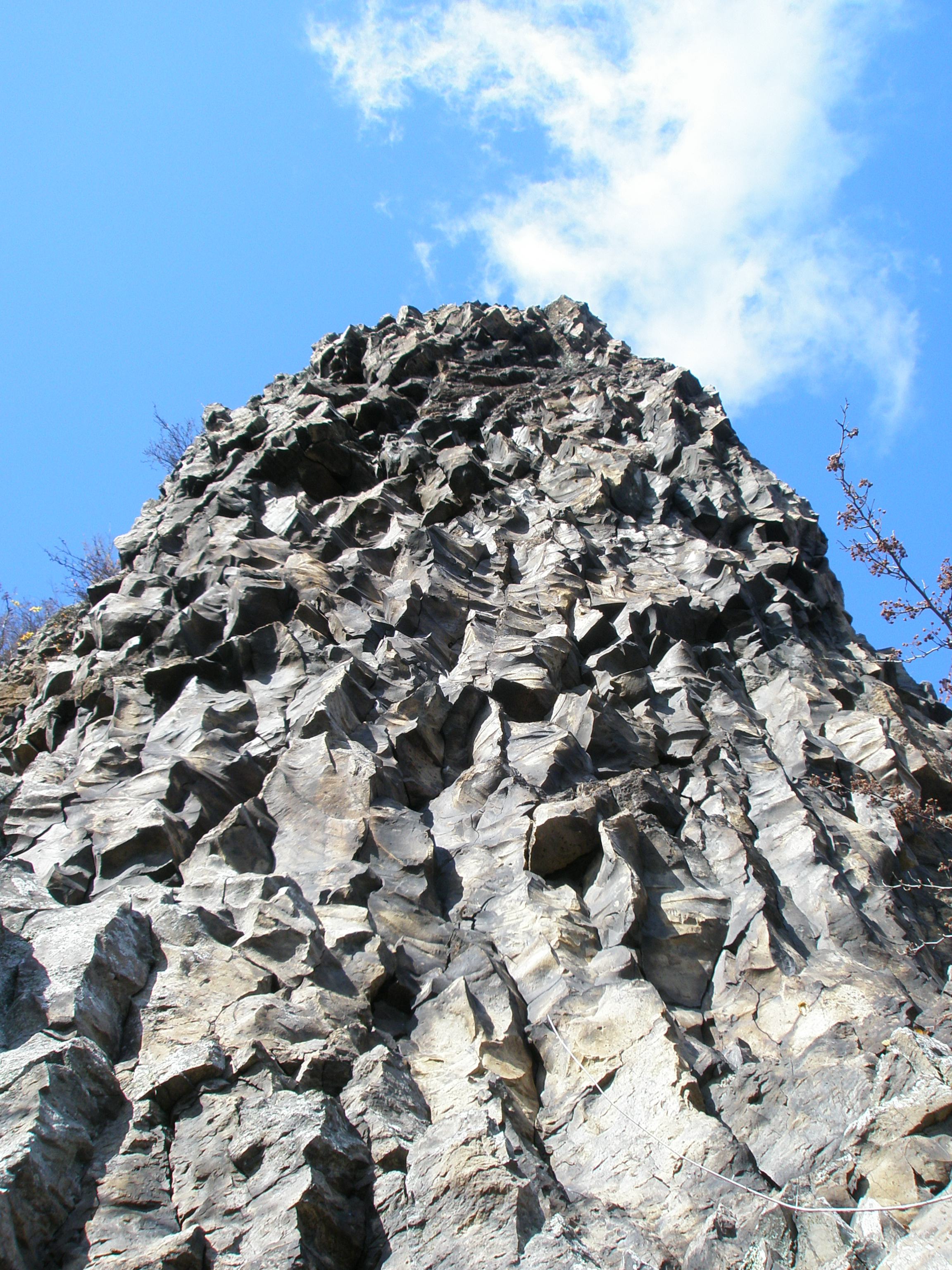
冠嶽（南）
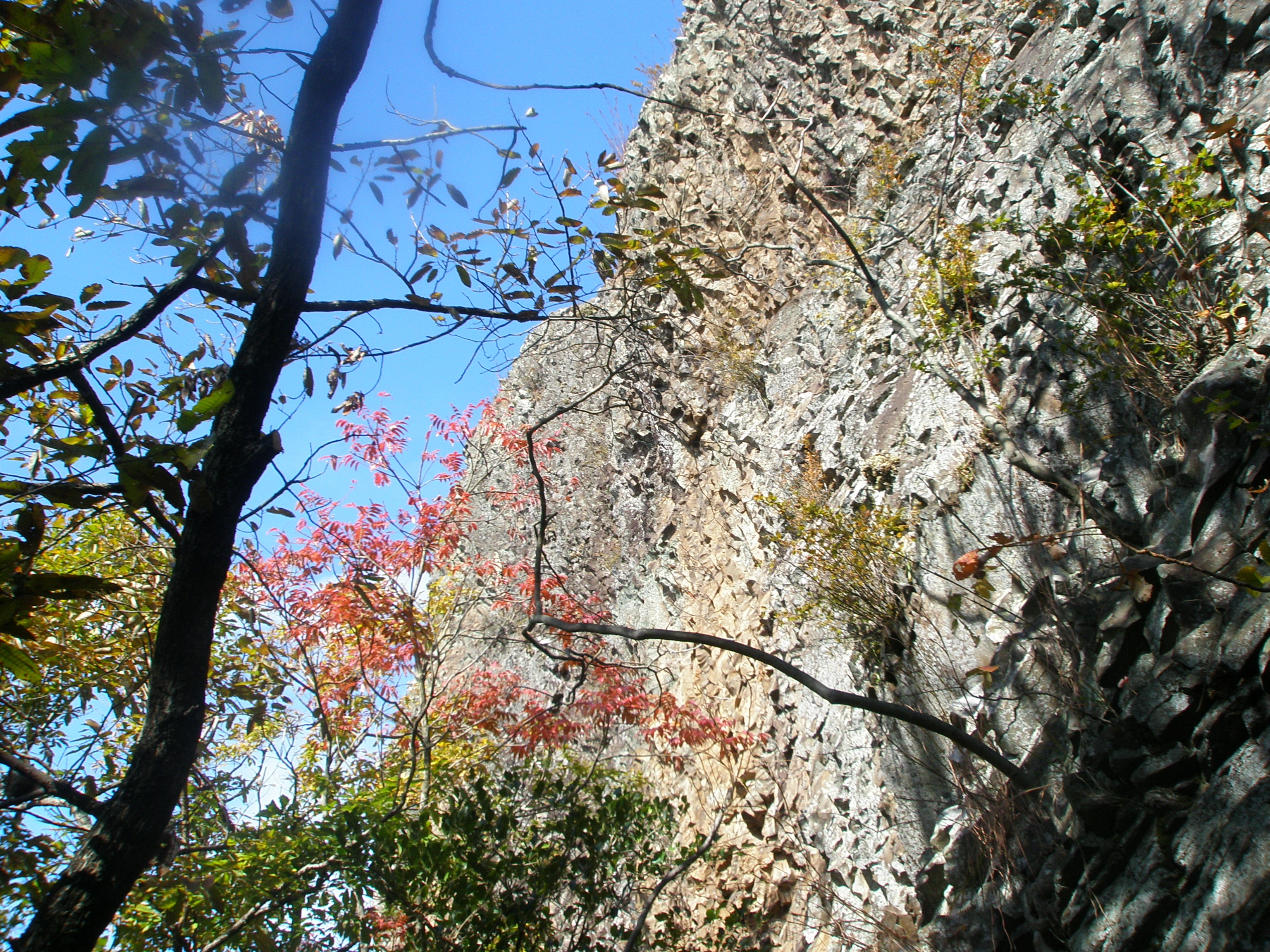
冠嶽（西側斷崖）

## 觀光
屋島四季皆宜，來訪的包含觀光客、四國靈場巡禮者、登山客、也是縣內中小學生的戶外教學場地。
山上分為南嶺與北嶺兩區。南嶺有四國八十八所靈場第84番札所的屋島寺、蓑山大明神、屋島寺寶物館、新屋島水族館。另外，山上也有復原的屋嶋城城門遺構與參觀步道，並於2016年3月起開放一般民眾參觀。

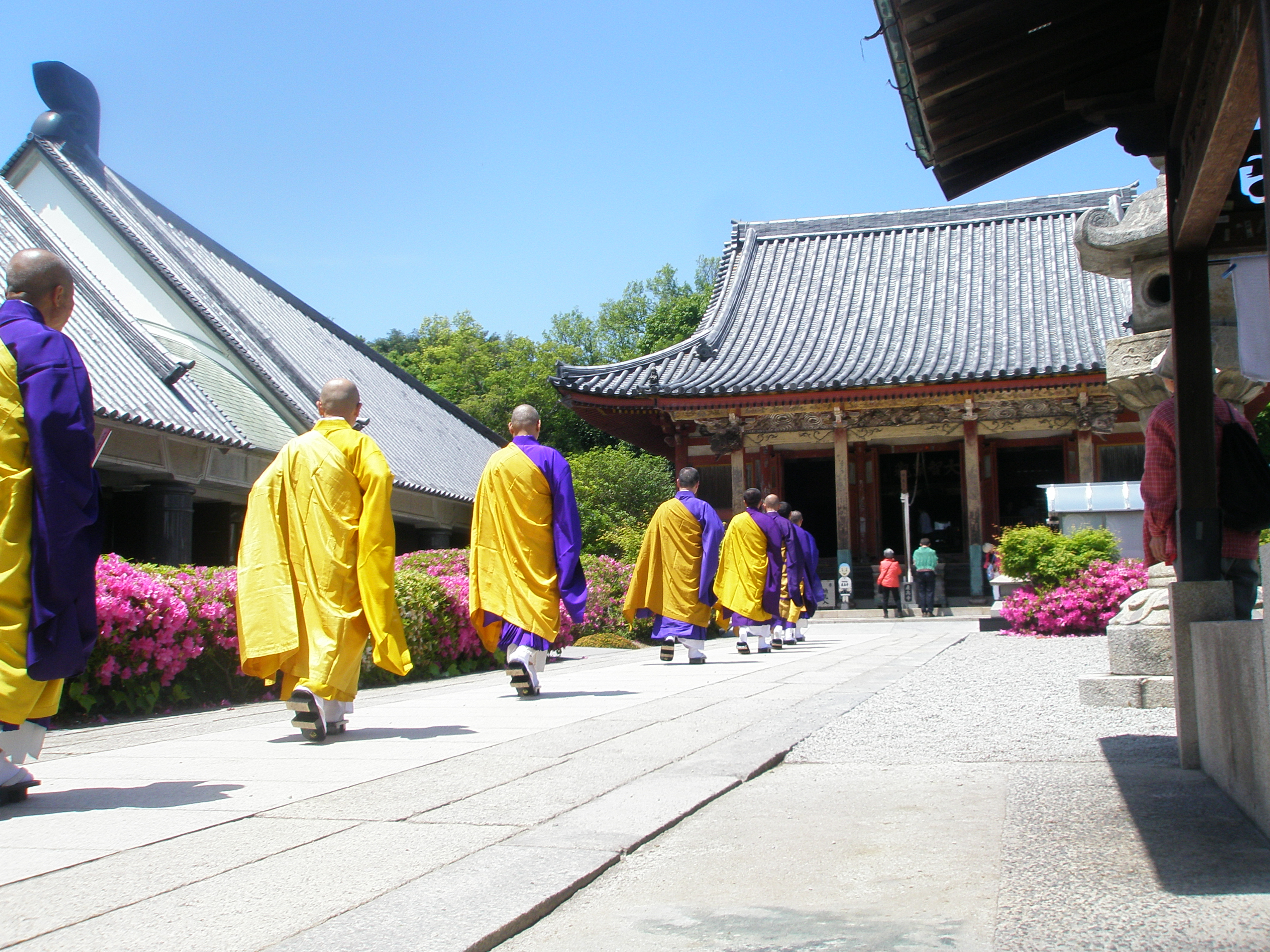
屋島寺與祭事

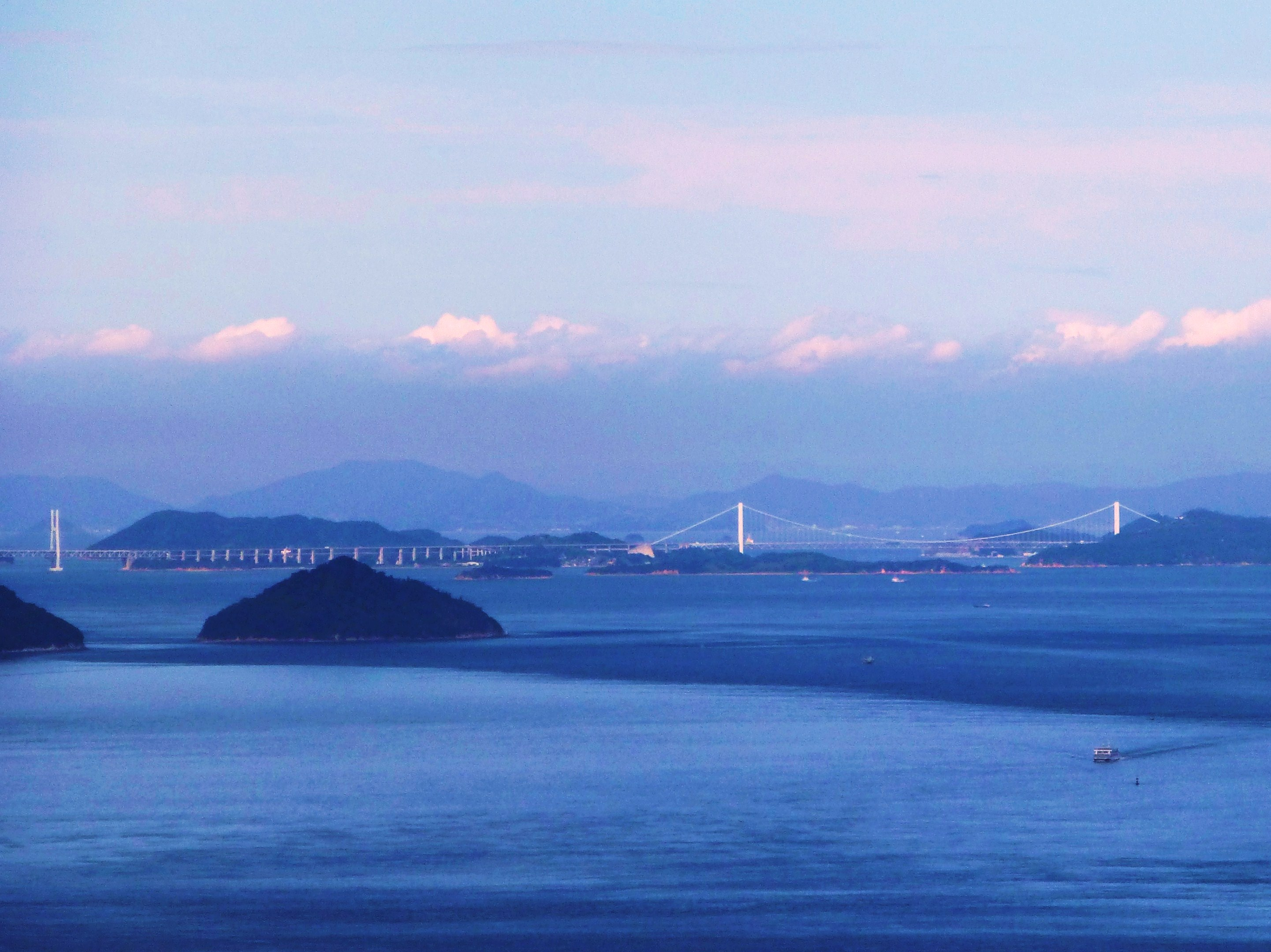
瀨戶大橋（獅子之靈巖）

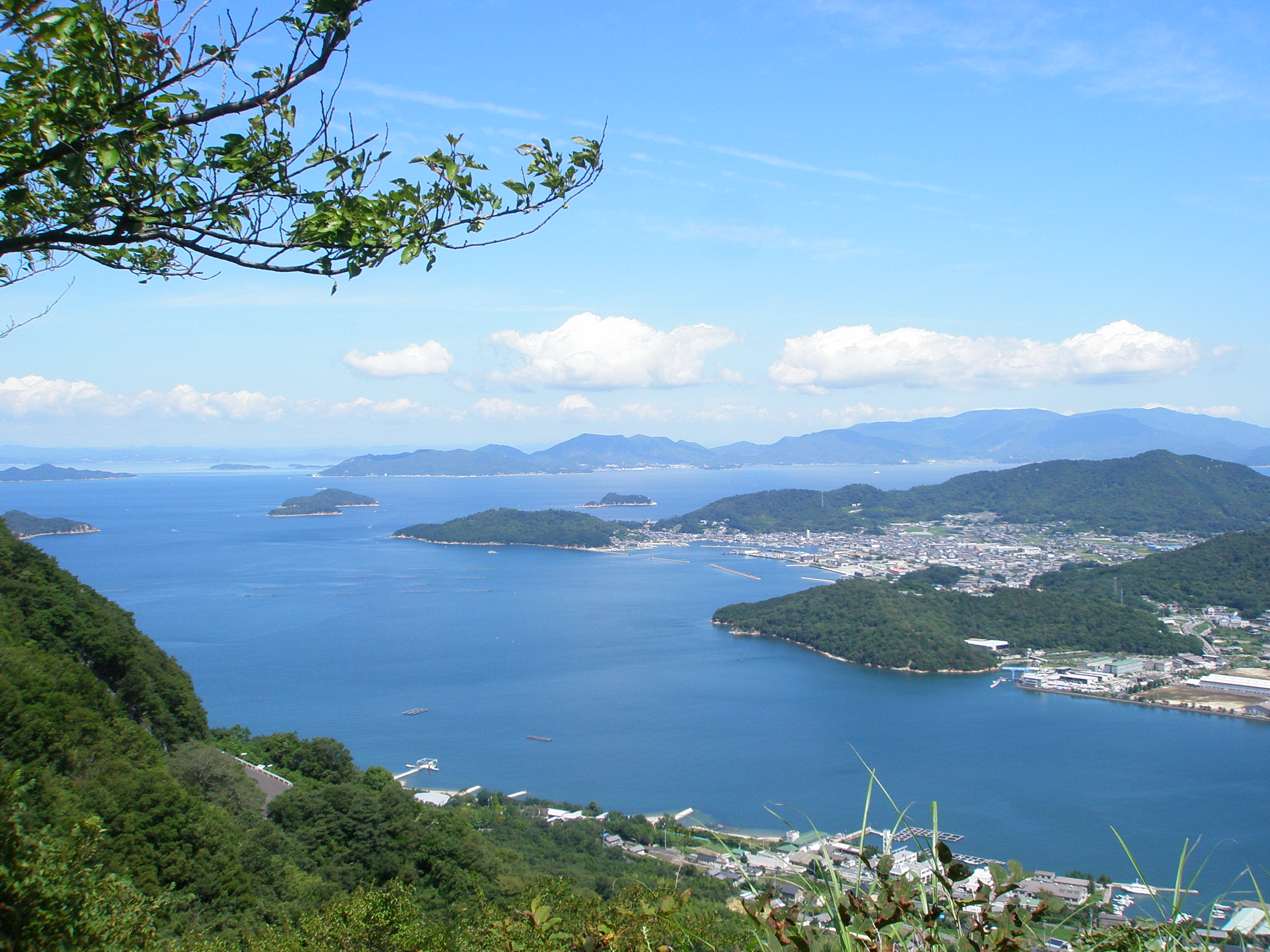
談古嶺遠望小豆島方向

南嶺的獅子之靈巖（日语：／）可眺望高松市區、石清尾山、五色台、瀨戶大橋、琴平山（象頭山），談古嶺（だんこれい）可眺望源平合戰的屋島古戦場、五劍山，北嶺北端的遊鶴亭（ゆうかくてい）可眺望瀨戶內海的群島。另外，山上的夕陽～夜景也入選為「日本夕陽百選」、「日本夜景遺產」、「夜景100選」。
南北嶺山上有行人探險步道，加上北嶺北端的遊鶴亭，以及南嶺南端的冠嶽，可眺望讚岐平野與阿讃山群。天氣好時能看見岡山縣鷲羽山等山群、兵庫縣西南部山群、以及淡路島。晩秋至冬季還可眺望劍山 (德島縣)與明石海峽大橋。另外，談古嶺也是電影《在世界的中心呼喊愛情》的拍攝地。四國本島最北端的庵治町便在其腳下，並可遠眺電影《二十四之瞳》、《第八日的蟬》拍攝地的小豆島。不僅如此，女木島、男木島、大島都在視線範圍內，還可望見直島、豐島等島嶼。
日本三名狸中的屋島的太三郎（やしまのたさぶろう）狸現作為蓑山大明神祭祀於屋島寺境內。是一夫一婦契約、家庭圓滿、婚姻之神。
山上名物為短爪章魚關東煮、投瓦等等。
屋島Skyway沿著南嶺東斜面鋪設。接著穿越髮夾彎隧道出西斜面至山上停車場（收費）。東斜面設有兩個展望所。屋島Skyway已被指定為「日本風景街道」的「源平浪漫街道」之一（屋島山上～沿海的庵治半島～道之驛「源平之里牟禮」）。
東斜面中腰的屋島Skyway路旁設有「神秘地帶」 表示板。該地路面因視錯覺會將上坡看成下坡。
屋島Skyway在山麓會經過祭祀德川家康與松平賴重的屋島神社（讚岐東照宮），及四國民家博物館（四国村）。
東岸入江（屋島灣）與包圍入江的屋島東町、牟禮町、庵治町、屋島南邊的高松町，是源平合戰的屋島古戰場。有多個《平家物語》記載的史跡。
香川縣有多個以屋島為首的平頂山，以及以飯野山（讚岐富士）為首的孤山，是該縣的特殊景色。
屋島在瀨戶大橋開通後觀光人潮大幅減少。伴手禮店、旅館陸續倒閉，廢屋林立。2011年，大西秀人市長宣告要活化屋島，提出屋島活性化基本構想、屋島活性化推進計畫。之後開始拆除廢棄屋，復原屋嶋城城門遺構，整備屋島Skyway（高松市道化）等，展開各種活性化政策。
2017年，環境省的「國立公園滿喫計畫展開事業」。採納了「屋島絕景宣傳事業」。作為文化、觀光的據點，開始展開「屋島山上據點設施」等整備計畫。

## 其他
屋島的國有林被指定為四國「休閒之森風景林」，北嶺有廣大的烏岡櫟林。另有818公頃被指定為香川縣的鳥獸保護區。
「屋島」為「四國百名山」、「新日本觀光地百選」、「日本二十五勝」、「遊步百選」之一，也以「源平合戰史跡之道」入選「美麗日本散步道500選」。另外，山麓至屋島寺的屋島登山道，與沿著相引川至八栗寺的道路被國土交通省指定為「四國之道」。
屋島作為髙松市的象徵，不僅出現在市廳舍入口正面壁畫與市議會議場正面布簾上，也出現在市內許多中小學校與高校的校歌歌詞中。
屋島最初成考慮指定為國家「名勝」，但因屋島在內的備讚瀨戶已被劃入日本第一座國立公園而不再重複提名。

## 交通方式
前往山上可利用接駁巴士與計程車，或是自駕、自行車、步行前往。接駁巴士與計程車可在JR高德線屋島站或高松琴平電氣鐵道（琴電）志度線琴電屋島站搭乘。山上除了南嶺停車場外是行人專屬區，汽機車、自行車需申請許可。若要步行登山，可從琴電潟元站、琴電屋島站或JR屋島站下車，通過屋島小學校前方至行人專用的屋島登山道（參道、遍路道、四國之道、縣道）開始登山。過去曾有屋島纜車可利用，但已於2004年廢止。

## 圖片

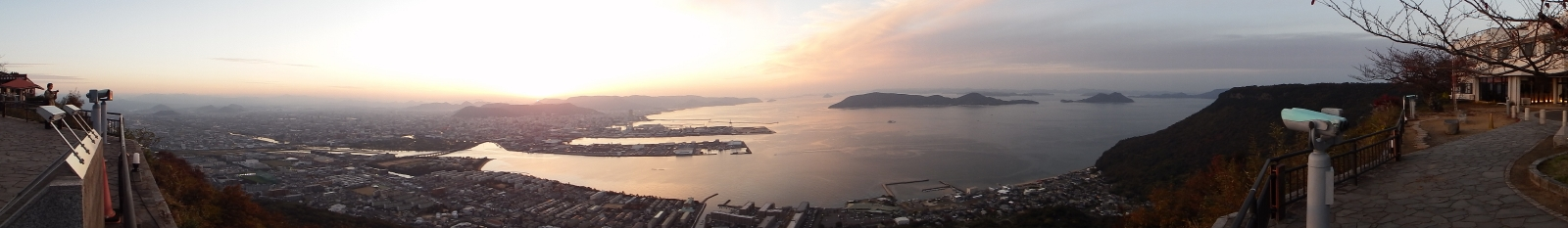
獅子之靈巖遠眺備讚瀨戶（西方）

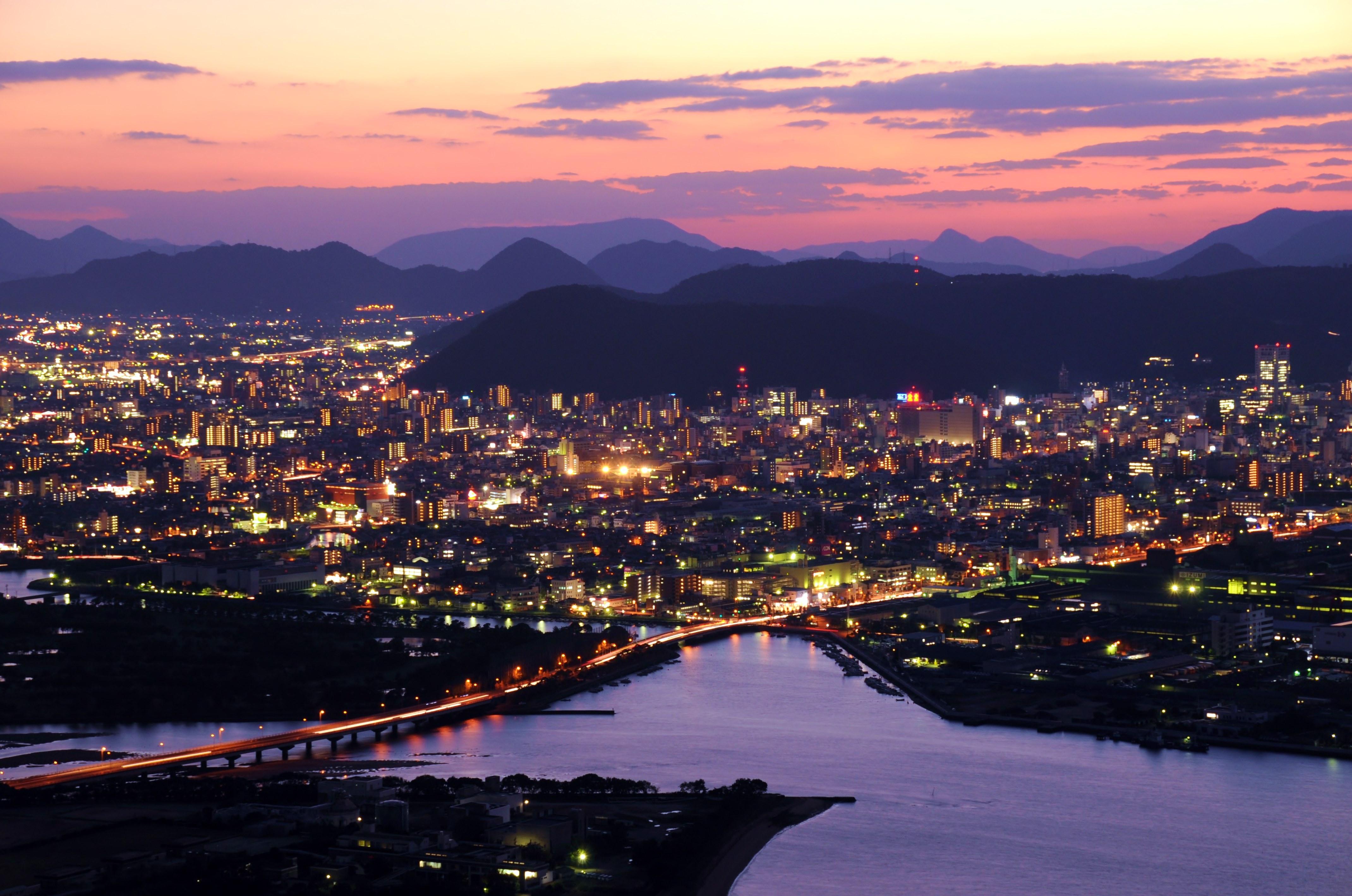
傍晚夜景（獅子之靈巖）
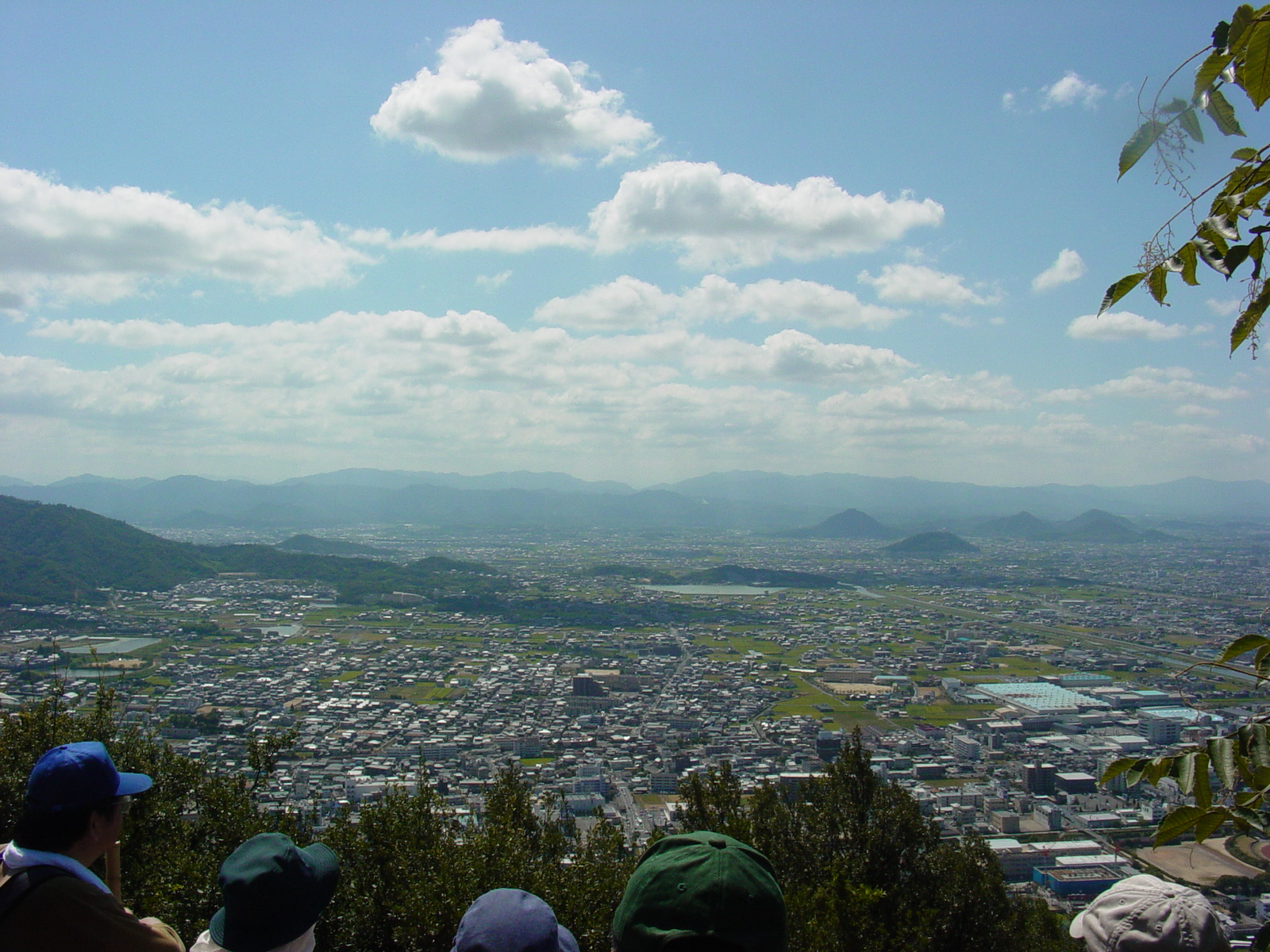
冠嶽望向南方
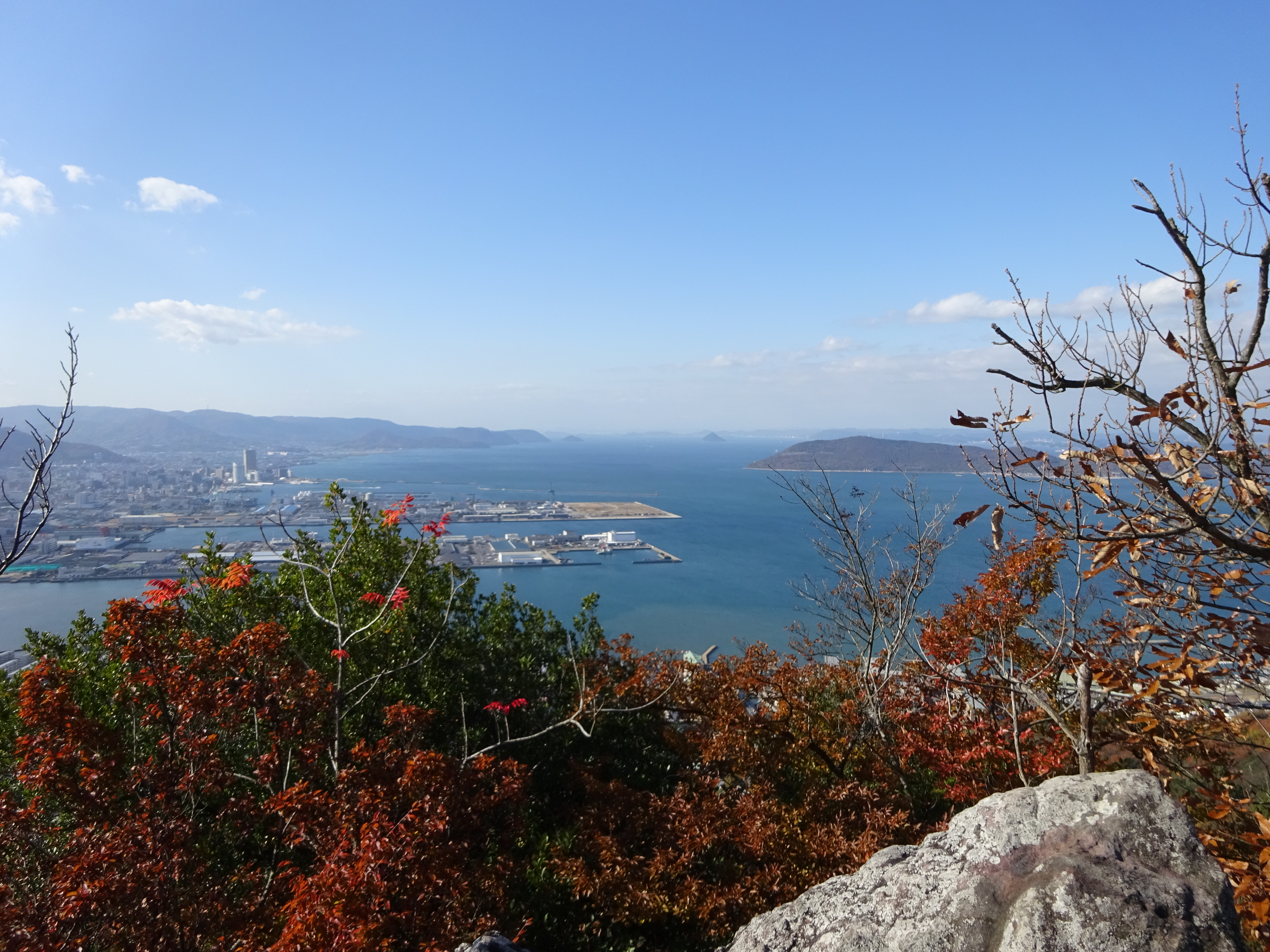
西尾根展望台遠眺
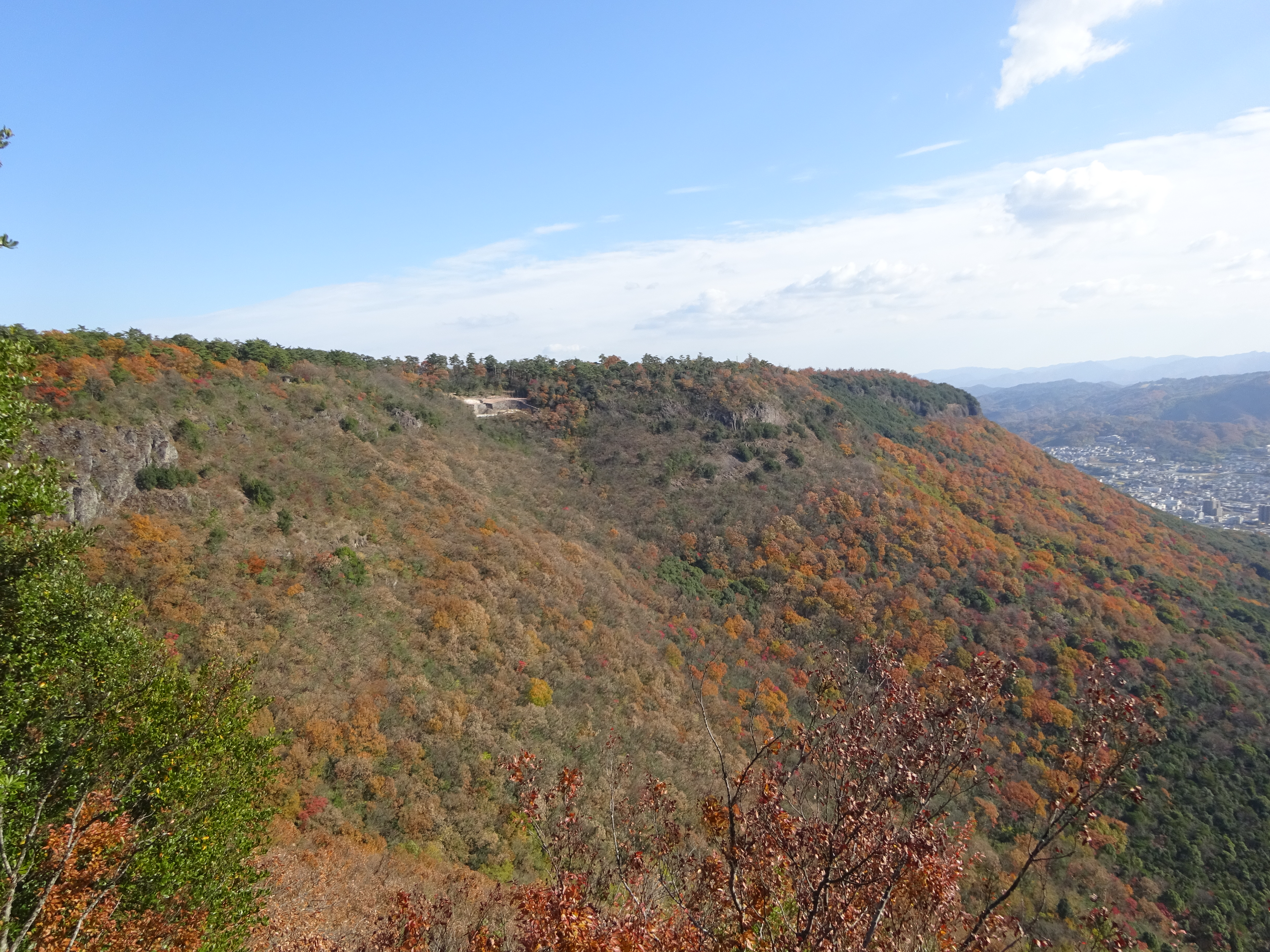
西尾根展望台遠眺
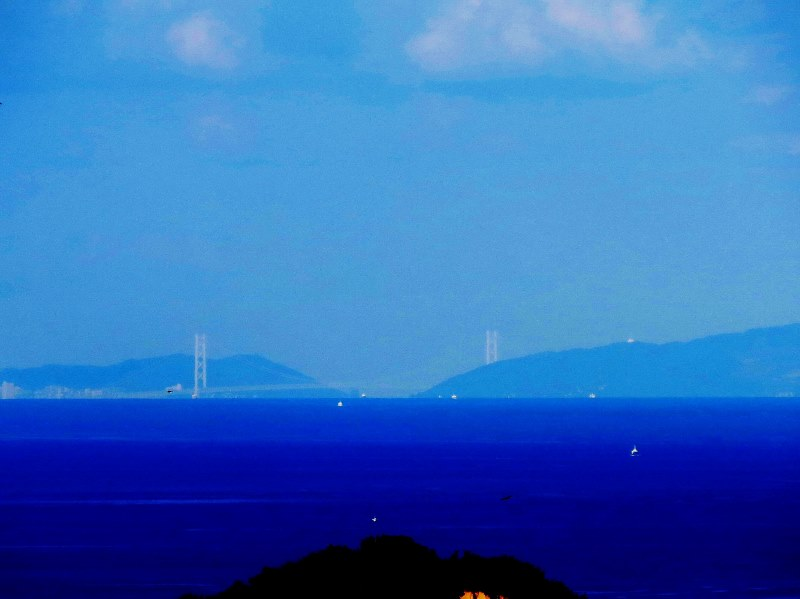
明石大橋（談古嶺）
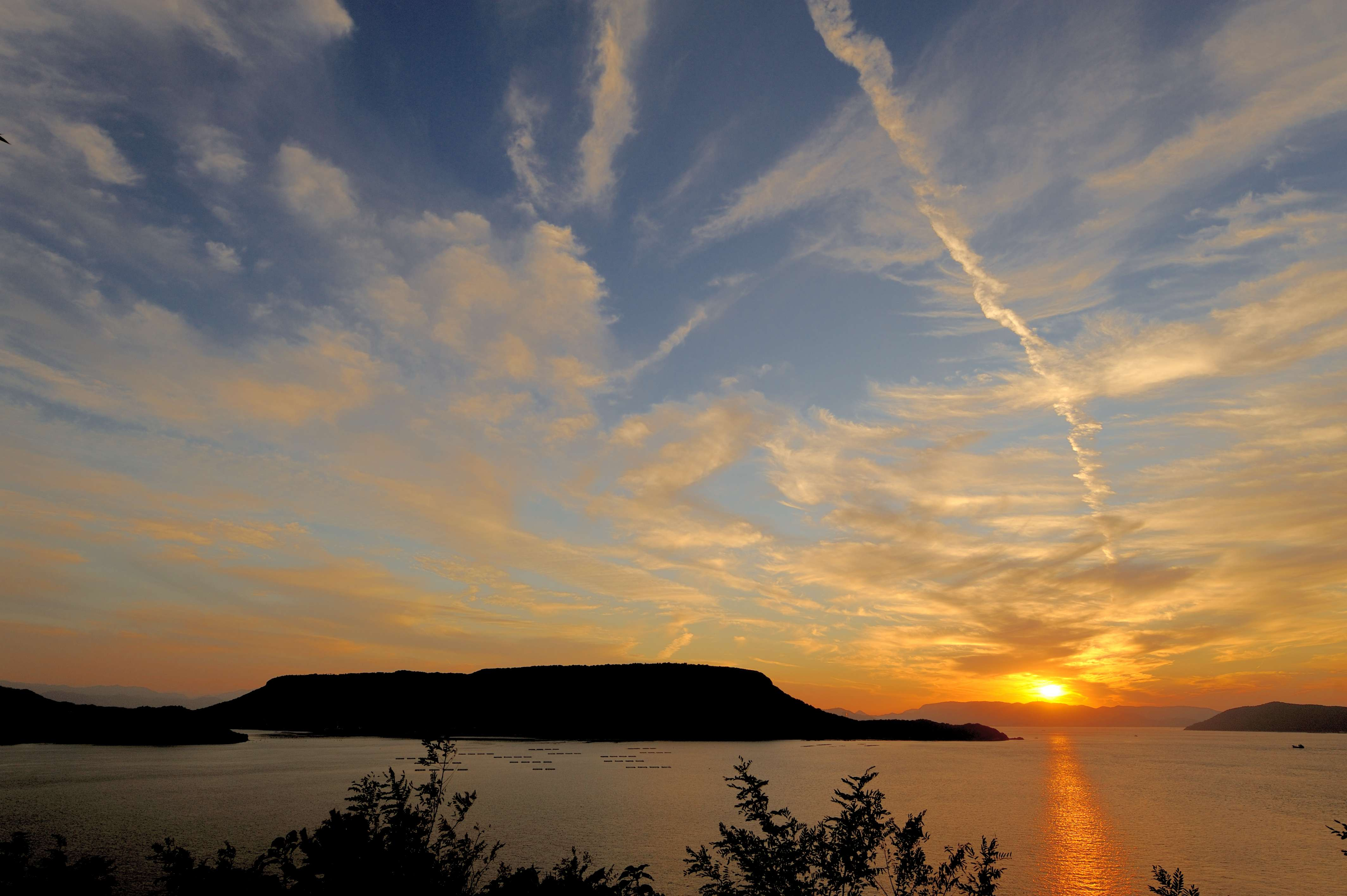
東北（御殿山）
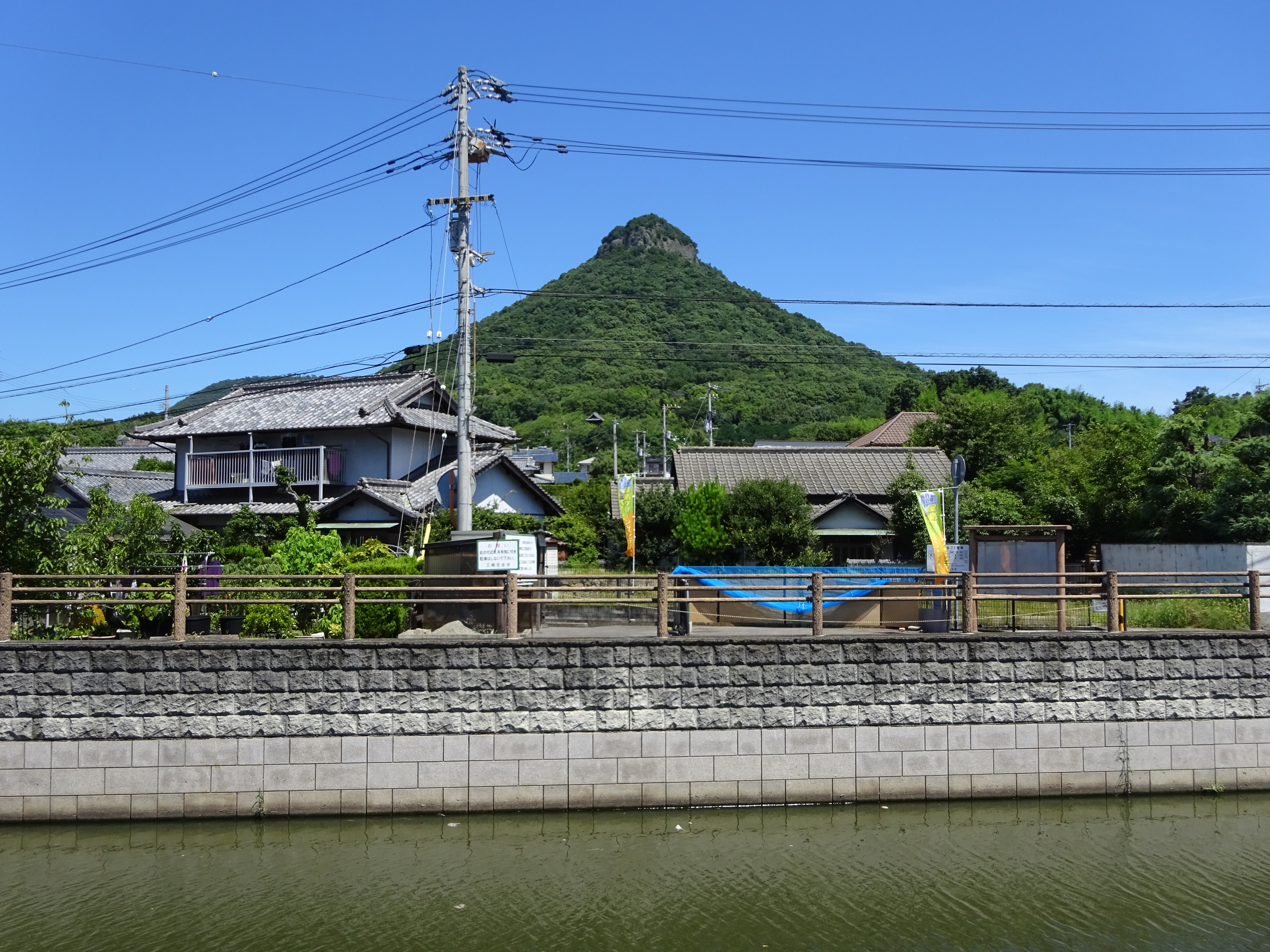
山麓南（赤牛崎）
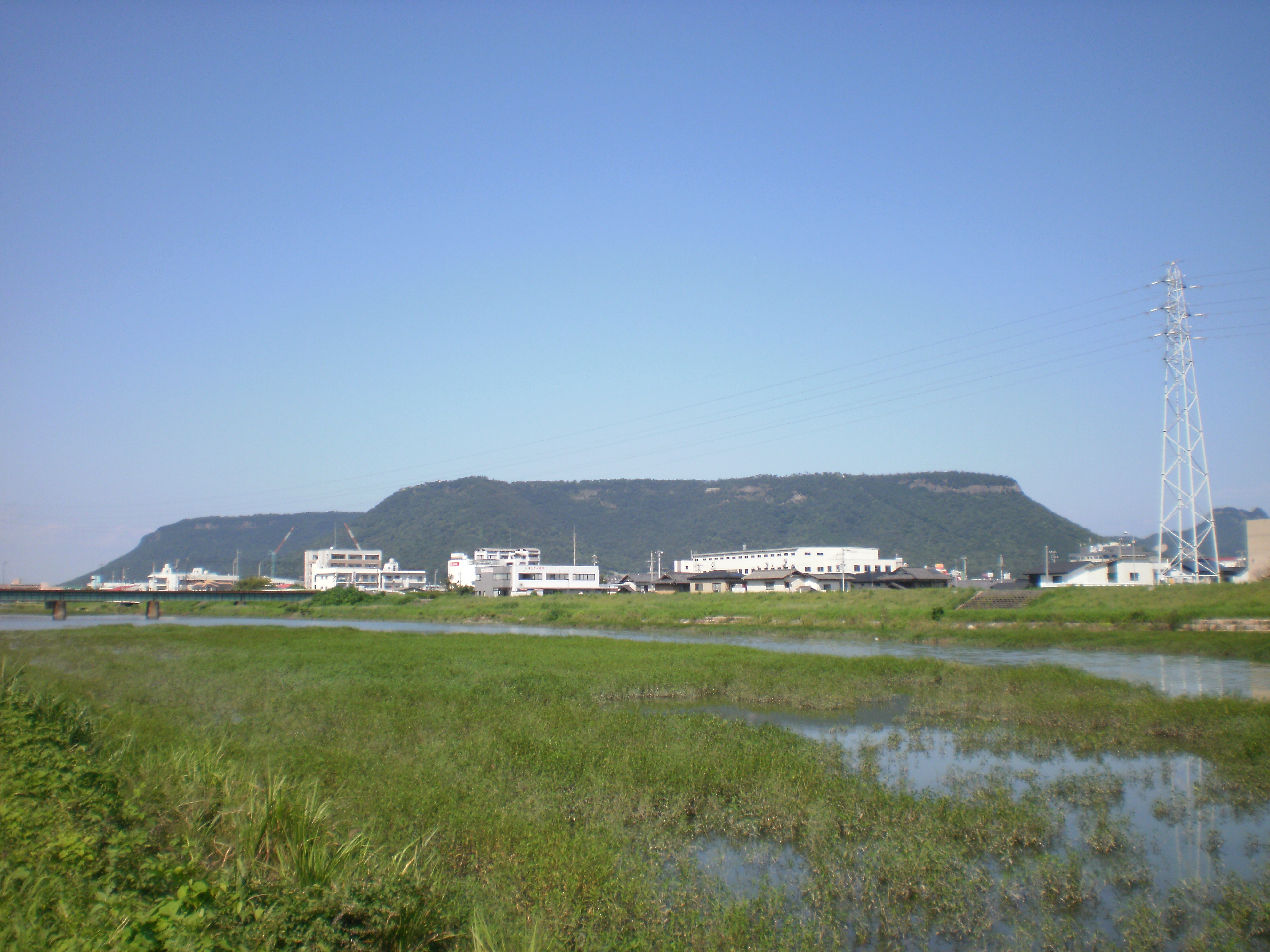
西南（春日川）
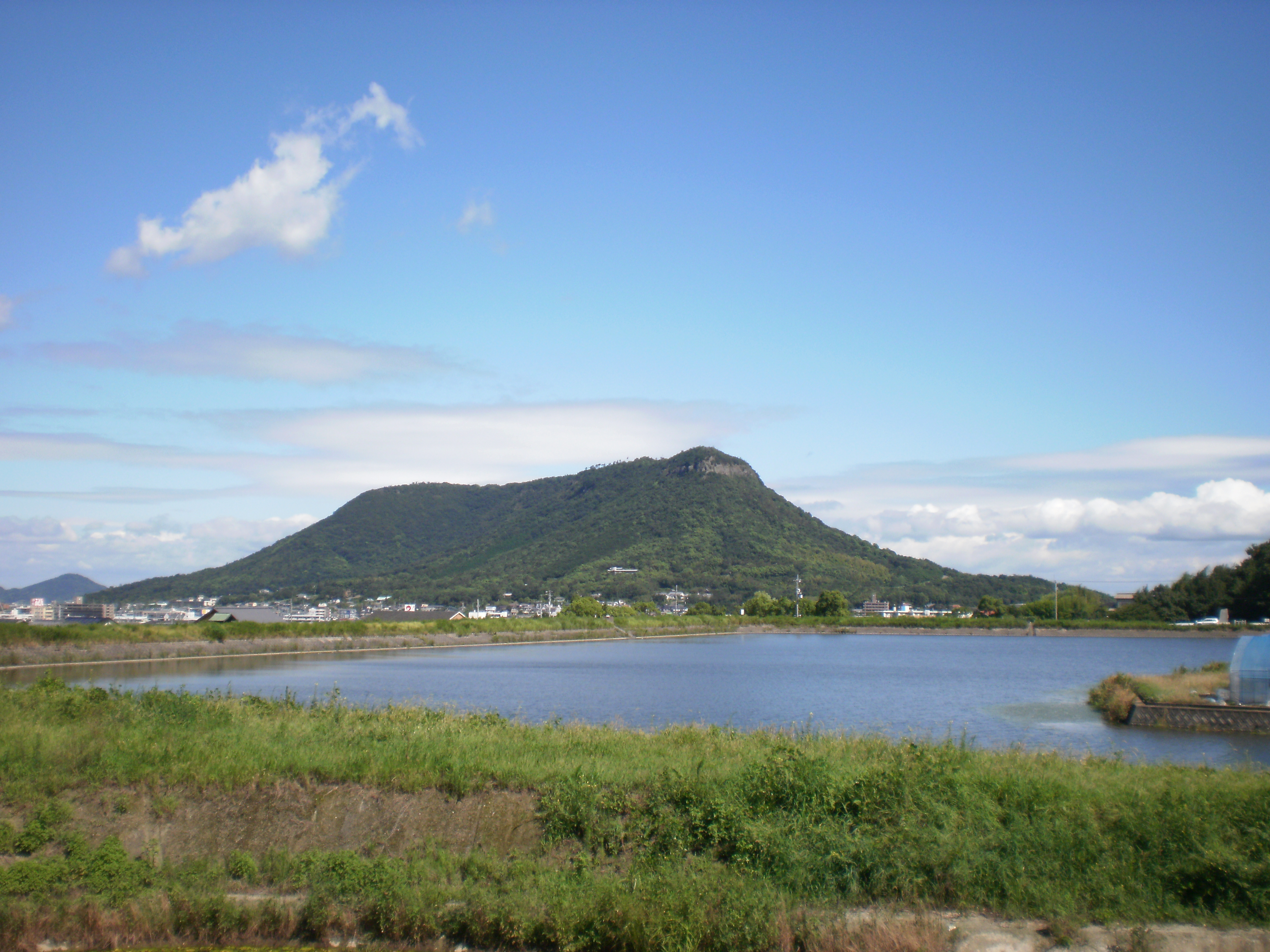
南（谷池）
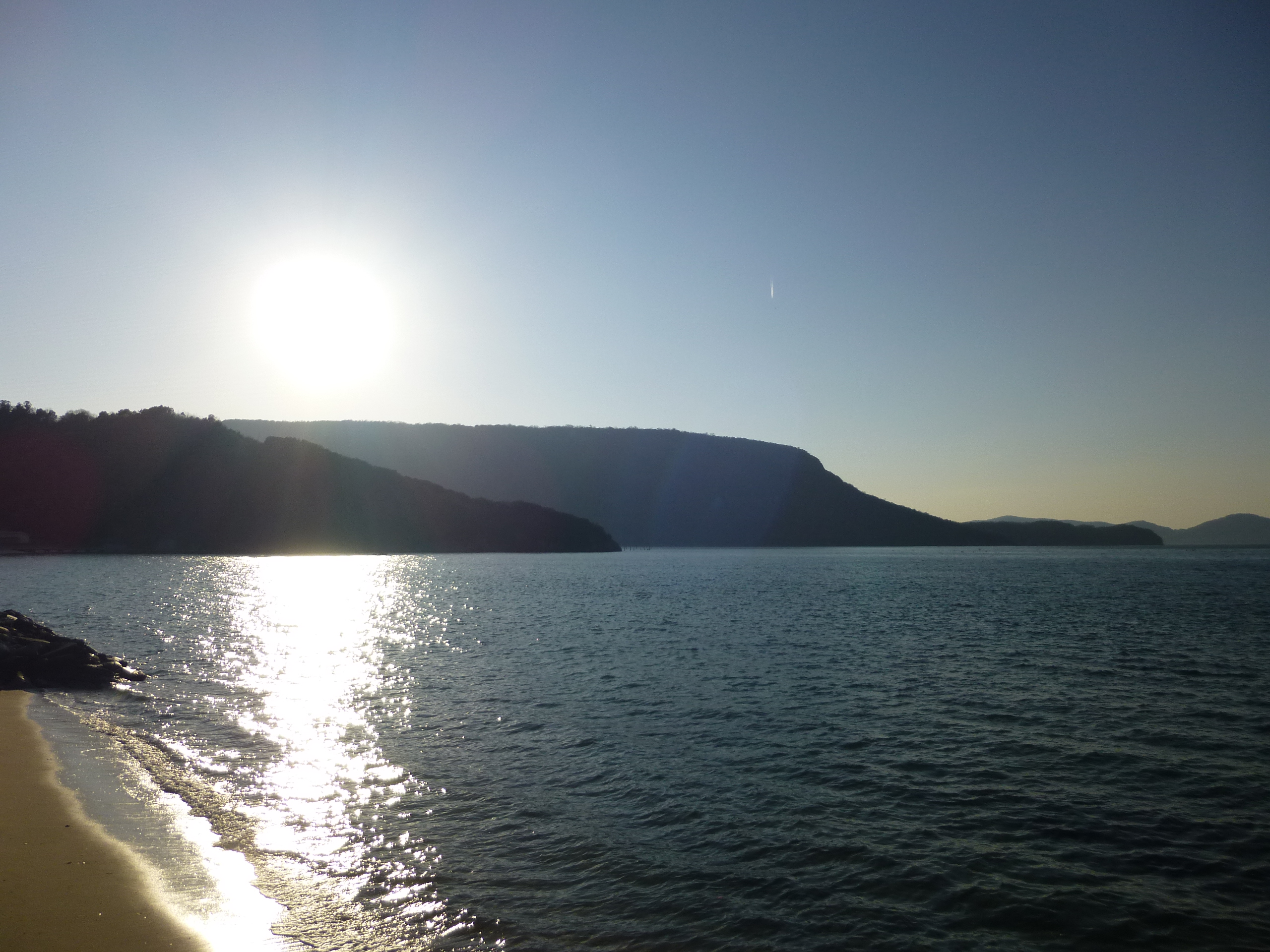
東北（舟隱）

## 資料來源
1. 1 2 3 4 5  『屋島 ―シンボリックな大地に刻まれた歴史―』、高松市歴史資料館、2014年、2・8・12・16・25・27頁。
2. 1 2  屋島活性化基本構想（PDF）[永久] - 高松市。2018年6月29日閲覧
3. ↑  香川県のしまっぷ （页面存档备份，存于） ー第六管区海上保安本部
4. ↑  屋島（火山台地を中心としたコース （页面存档备份，存于）  香川県
5. ↑  讃岐ジオサイト (10) 屋島 （页面存档备份，存于） - 香川大学
6. 1 2  屋島風土記編纂委員会 『屋島風土記』、屋島文化協会、2010年、52・58頁。
7. ↑  国立公園 （页面存档备份，存于） - 環境省
8. ↑  瀬戸内海国立公園 （页面存档备份，存于） - 環境省
9. ↑  『瀬戸内国立公園 パークガイド 瀬戸内海 東部地域』、自然公園財団、2004年、33頁。
10. ↑  『髙松市史跡天然記念物屋島保存整備等基本構想』、髙松市、1995年、9-10頁。
11. ↑  .   [2019-12-07]. （原始内容存档于2019-12-05）.
12. 1 2 3  .   [2019-03-17]. （原始内容存档于2019-06-08）.
13. ↑  史跡天然記念物屋島の調査 （页面存档备份，存于）- 高松市
14. ↑  「屋島」天然記念物 （页面存档备份，存于）- 高松市
15. 1 2  「香川の瀬戸内海国立公園 ガイド」、香川県 みどり保全課、2016年、15-16頁。
16. 1 2 3  高松勤労者山の会「屋島」『香川県の山』、山と渓谷社、2017年、10-15頁。
17. ↑  長谷川修一 他　著　『讃岐ジオサイト探訪』、香川大学生涯学習教育センター、2013年、1-5・50-53頁。
18. ↑  林　巍　監「屋島」『里山に遊ぶ』、里山悠遊クラブ・自然探訪の会、2003年、84頁。
19. 1 2 3  澁谷啓一 「屋島」『歴史考古学大辞典』、吉川弘文館、2007年、1167頁
20. ↑  向井一雄 「屋嶋城跡」『東アジア考古学辞典』、東京堂出版、2007年、525頁
21. ↑   『 史跡天然記念物屋島』、高松市教育委員会、2003年、63・124頁。
22. ↑  国指定文化財等データベース （页面存档备份，存于）ー文化庁
23. ↑  『 香川の文化財』、香川県教育委員会、1996年、11・104・165頁。
24. 1 2 3  香川県の歴史散歩編集委員会『香川県の歴史散歩』、山川出版社、2013年、41・45-47頁。
25. ↑  「屋島」『野山への招き PARTⅢ』、髙松市ハイキング協会、2001年、47-50頁。
26. ↑  歴史ロマン「開門」。四国新聞、2016年3月19日閲覧。
27. ↑  『屋嶋城跡ー城門遺構整備事業報告書ー』、高松市教育委員会、2016年。
28. ↑  高松市 （页面存档备份，存于） -日本の夕陽百選選考委員会
29. ↑  屋島獅子ノ霊巌 （页面存档备份，存于） - 日本夜景遺産事務局
30. ↑  夜景100選（香川県） （页面存档备份，存于） - 新日本三大夜景・夜景100選事務局
31. ↑  「蓑山大明神之屋島太三郎狸」の説明板による。
32. ↑  日本風景街道 （页面存档备份，存于） - 日本風景街道戦略会議
33. ↑  源平ロマン街道 （页面存档备份，存于） -  四国風景街道協議会
34. ↑  「るるぶ 香川'18」、JTBパブリッシング、2017年、56頁。
35. ↑  坂道錯視 （页面存档备份，存于） - 北岡明佳の錯視のページ
36. ↑  木原溥幸　編『香川県の謎解き散歩』、新人物往来社、2012年、218頁。
37. ↑  「大西ひでとマニフェスト」、大西ひでと後援会事務局、2011年。
38. ↑  大西秀人「瀬戸内海国立公園の多島美を世界へ」『国立公園』 NO.762号、2018年、19-20頁）。
39. ↑  四国の「レクリエーションの森」 （页面存档备份，存于） - 林野庁
40. ↑  「かがわの自然保護マップ」、香川県 みどり保全課、2014年。
41. ↑  『四国百名山』、山と渓谷社、2000年、89頁。
42. ↑  「四国のみち」 （页面存档备份，存于） - 国土交通省四国地方整備局
43. ↑  大山晃　著「屋島は高松市のシンボルか」『高松の校歌』、高松市図書館、2001年、4頁。
44. ↑  『屋島名勝調査報告書』、高松市教育委員会・京都府公立大学法人、2016年、報告書抄録。

### 備註
1. ↑  「屋島的山容」也被形容為桌狀。從東西兩側遠望屋島宛如「寄棟形屋頂」，南方遠望如「切妻形屋頂」，山麓南方眺望則被稱作「屋島富士」。
2. ↑  平家物語與其延伸文化又稱之「八嶋（八島）」。
3. ↑  高松市在「世界誇耀的高松市象徵」計畫中擬定了「屋島活性化基本構想」（わがまちの自然公園/髙松市、大西秀人。国立公園 NO.717号、2013年、24-25頁）。
4. ↑  與雲仙國立公園與霧島國立公園同時成立。
5. ↑  5世紀初全長45公尺的前方後圓墳，石棺為阿蘇溶結凝灰岩製。
6. ↑  屋島寺前身的佛堂遺跡（礎石建築）。曾挖掘出基壇與多口瓶等古物。
7. 1 2 3  前身為民營的屋島Driveway，2018年5月27日成為高松市道。自行車、行人可通行。停車場須收費。
8. ↑  香川縣將「瀨戶內海國立公園 屋島案內圖」說明板設於山上步道與山麓。
9. ↑  該登山道是「長崎屋島北嶺線遊步道」（『香川の瀬戸内海国立公園 ガイド』、香川県 みどり保全課、2016年、16頁）。
10. ↑  山麓有中小學生使用的縣立集體住宿設施「屋島少年自然之家」。

## 外部連結
- 84番札所 屋島寺 （页面存档备份，存于） - 四國八十八所靈場會
- 屋島Navi （页面存档备份，存于） - 高松市
- 高松歷史文化道 - 歷史、文化道推進協議會